# Політехнічний інститут Ренсселера
Політехнічний інститут Ренсселера (англ. Rensselaer Polytechnic Institute) — приватний дослідницький університет у Трої, штат Нью-Йорк, з додатковим студмістечком у Гартфорді, штат Коннектикут. Інститут був заснований у 1824 році бізнесменом та політиком Стівеном Ван Ренсселером і науковцем Амосом Ітоном для «застосування науки для досягнення загальних цілей життя» і є найстарішим технічним університетом в англомовному світі та Західній півкулі.
Головне студмістечко розташовується на площі 105 гектарів і побудовано на схилі пагорба. Воно виходить на місто Трой і річку Гудзон. Інститут керує бізнес-інкубатором на території студмістечка та Технопарком Rensselaer.
Інститут складається з шести основних шкіл, до яких входять 37 кафедр, з акцентом на науку та технології. Він класифікується як університет з дуже високим рівнем дослідницької діяльності.

## Історія

### 1824—1900 рр

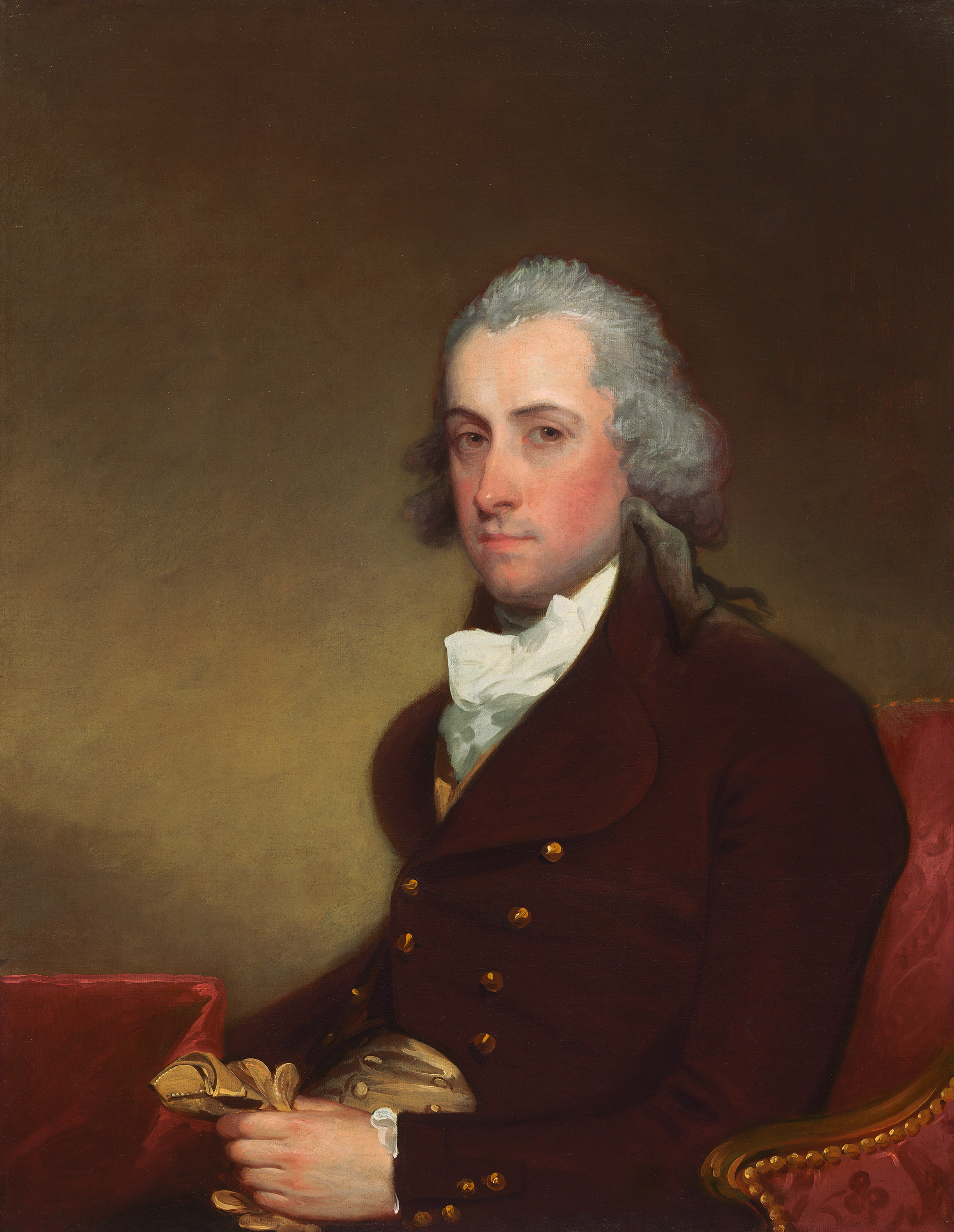
Стівен Ван Ренсселер, засновник Політехнічного інституту Ренсселера

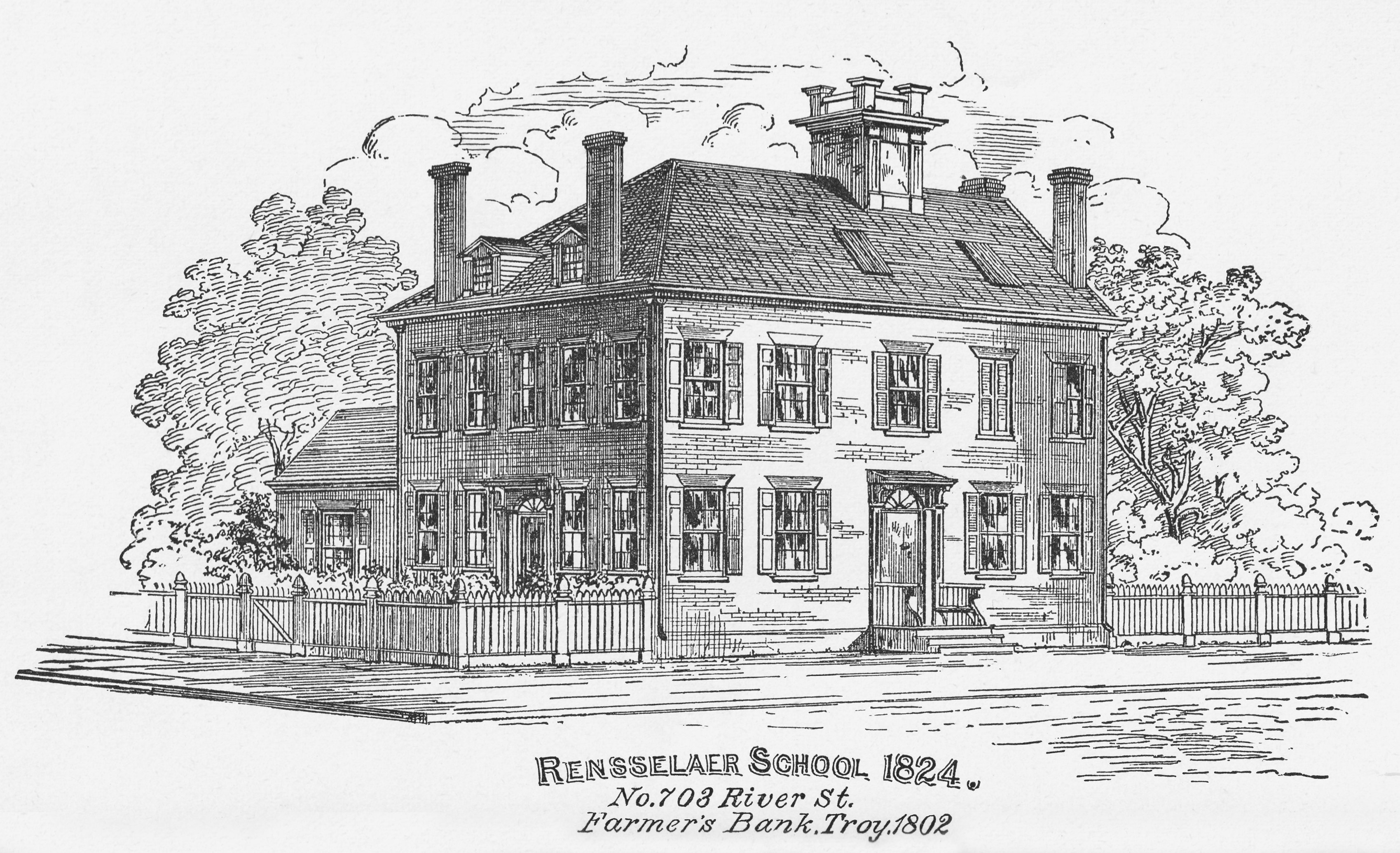
Гравюра оригінальної школи Ренсселера

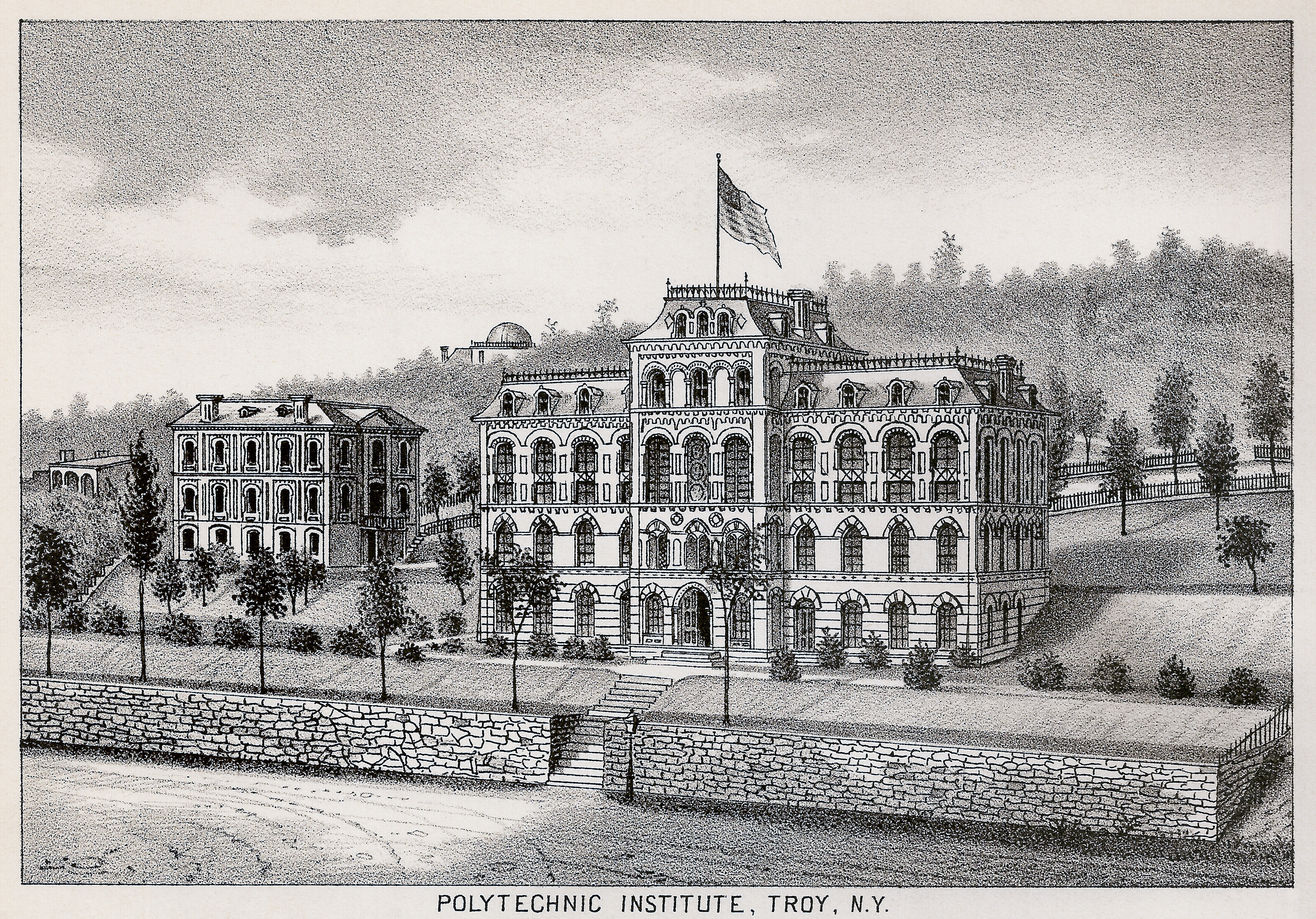
Гравюра Політехнічного інституту Ренсселера 1876 року

Американський бізнесмен та політик Стівен Ван Ренсселер заснував Школу Ренсселера 5 листопада 1824 року листом до преподобного доктора Семюеля Блетчфорда, в якому Ван Ренсселер просив Блетчфорда стати першим президентом школи. У листі він дав кілька розпоряджень. Він призначив науковця Амоса Ітона першим старшим викладачем школи та призначив першу шкільну опікунську раду. Школа була відкрита 5 січня 1825 року в Трої. Вартість навчання становила близько 40 доларів за семестр. Той факт, що школа залучала студентів навіть з Огайо та Пенсільванії, пояснюється репутацією Амоса Ітона. Перші успішні випробні чотирнадцять місяців призверли до реєстрації школи 21 березня 1826 року штатом Нью-Йорк. У перші роки свого існування Школа Ренсселера була більше схожа на магістратуру або аспірантуру, ніж на коледж, приваблюючи випускників багатьох старих закладів.
Під керівництвом Амоса Ітона Школа Ренсселера, перейменована в Інститут Ренсселера в 1832 році, була невеликим, але жвавим центром технологічних досліджень. Перші ступені інженерів-будівельників у США були присвоєні школою в 1835 році, і багато з найвідоміших інженерів-будівельників того часу закінчили школу. Серед важливих запрошених вчених були американський фізик Джозеф Генрі, який раніше навчався під керівництвом Амоса Ітона, і американський коваль та винахідник Томас Девенпорт, який продав Інституту перший у світі робочий електродвигун.
У 1847 році випускник Інституту Бенджамін Франклін Ґрін став новим старшим викладачем. Раніше він ретельно вивчив європейські технічні школи, щоб зрозуміти, як можна було вдосконалити Інститут Ренсселера. У 1850 році він реорганізував школу в трирічний політехнічний інститут з шістьма технічними школам. У 1861 заклад став називатись Політехнічним інститутом Ренсселера. У 1862 році будівля інституту була знищена пожежею. Колумбійський університет запропонував інституту об'єднатись, що означало б, що інститут переїхав би з Трої до Нью-Йорка. Зрештою пропозиція була відхилена, а студмістечко переїхало до передмістя Трої. Заняття тимчасово проводилися у Вейл-хаусі та в будівлі Тройського університету до 1864 року, коли інститут переїхав до іншої будівлі.
Одна з перших латиноамериканських студентських організацій у США була заснована в Політехнічному інституті Ренсселера в 1890 році. Клуб Hispano Americano був заснований міжнародними латиноамериканськими студентами, які в той час відвідували інститут.

### З 1900 року
У 1904 році інститут вчетверте постраждав від пожежі, коли його головний корпус був повністю знищений. Однак під керівництвом президента Палмера Рікеттса Політехнічний інститут Ренсселера пройшов період академічної експансії та розширення ресурсів. Призначений президентом у 1901 році, Рікеттс лібералізував навчальну програму, додавши кафедру гуманітарних наук, природничих наук та ділового адміністрування на додаток до Вищої школи (магістратура та аспірантура). Він також розширив ресурси інституту та перетворив його на справжній політехнічний інститут, збільшивши кількість пропонованих ступенів з двох до дванадцяти у різних галузях, таких як, електротехніка, машинобудування, біологія, хімія та фізика. Під час головування Ріккетта кількість студентів зросла з приблизно 200 у 1900 році до 1700 у 1930 році.
Інший період розширення стався після Другої світової війни, коли ветерани, що повернулися, використовували свої пільги на освіту за Законом про реінтеграцію військовослужбовців 1944 року, щоб відвідувати навчальний заклад. Житловий комплекс «Пагорб першокурсників» (англ. Freshman Hill) був відкритий у 1953 році, після чого було завершено будівництво їдальні Commons у 1954 році, ще двох корпусів у 1958 році та додаткових трьох корпусів у 1968 році. У цей же період (1966 р.) Герта Регіна Ленг була призначена першою жінкою-викладачем Політехнічного інституту Ренсселера. Тепер вона вшановується в інституті щорічною серією лекцій. У 1961 році навчання в інституті досягло значного прогресу завдяки побудові лінійного прискорювача Ґерттнера, найпотужнішого на той час у світі, і наукового центру Джонссона-Роуленда. Нинішня будівля Студентської Спілки була відкрита у 1967 році.
У наступні десятиліття інститут постійно зростав, додаючи нові будівлі та укріплюючи зв'язки з промисловістю. «H-будівля», яка раніше використовувалася для складського зберігання, стала домом першої інкубаторської програми інституту, першої такої програми, спонсорованої виключно вищим навчальним закладом. Невдовзі після цього Політехнічний інститут Ренсселера вирішив інвестувати 3 мільйони доларів у розвиток території, що розташовується у 8 кілометрах від студмістечка для створення технопарку Rensselaer. У 1982 році законодавчий орган штату Нью-Йорк виділив інституту 30 мільйонів доларів на будівництво Центру промислових інновацій імені Джорджа М. Лоу — центру досліджень і розробок, які фінансуються промисловістю.
У 1999 році Політехнічний інститут Ренсселера привернув увагу, коли став одним із перших університетів, який запровадив обов'язкову програму використання ноутбуків. Це був також рік, коли Ширлі Енн Джексон, колишня голова Комісії з ядерного регулювання за часів президента США Білла Клінтона, стала вісімнадцятим президентом інституту. Вона запровадила так званий План Ренсселера — амбітний план відродження інституту. За цим планом було досягнуто багато успіхів, і Джексон користується постійною підтримкою опікунської ради інституту. Однак її стиль керівництва не сподобався багатьом викладачам; 26 квітня 2006 року викладачі Політехнічного інституту Ренсселера проголосували 149 голосами проти 155 за висловлення недовіри Джексон. У вересні 2007 року діяльність викладацького сенату інституту була призупинена на чотири роки через конфлікт з адміністрацією інституту. 3 жовтня 2008 року Політехнічний інститут Ренсселера відсвяткував відкриття Центру експериментальних медіа та виконавських мистецтв, вартістю 220 мільйонів доларів США. Того ж року національна економічна криза призвела до ліквідації 98 штатних посад в інституті, що становило приблизно п'ять відсотків робочої сили. Розширення будівництва студмістечка, однак, продовжилося із завершенням будівництва спортивного містечка East Campus Athletic Village вартістю 92 мільйони доларів США та відкриттям нового гуртожитку Blitman Commons у 2009 році. Станом на 2015 рік в інституті були відновлені усі штатні посади. Того ж року розпочався ремонт гуртожитків North Hall, E-Complex і Quadrangle, який пізніше був завершений у 2016 році, щоб розмістити найбільший перший курс в історії Політехнічного інституту Ренсселера.
У липні 2022 року Мартін А. Шмідт, колишній ректор Массачусетського технологічного інституту, став дев'ятнадцятим президентом Політехнічного інституту Ренсселера.

## Рейтинги
В рейтингу американських університетів на 2024 рік, що складається виданням US News & World Report, Політехнічний інститут Ренсселера посів 60 місце. В рейтингу «Навчальний заклад з найкращою цінністю», який також складається US News & World Report, інститут обійняв 128 місце. В рейтингу навчальних закладів з найкращою програмою з інжинірингу, що також складається US News & World Report, інститут посів 34 місце. Крім того, інститут посів 94 місце в рейтингу найкращих навчальних закладів для ветеранів та 252 місце — в рейтингу «Соціальна мобільність».
В рейтингу видання Forbes за 2023 рік інститут посів 140 місце. В рейтингу американських університетів видання Washington Monthly за 2023 рік інститут посів 109 місце. В рейтингу коледжів на 2024 рік, що складається виданням The Wall Street Journal, інститут посів 34 місце.

## Студмістечка (кампуси)
Головне студмістечко розташоване на території 111 гектарів на пагорбі з видом на Трою та річку Гудзон. Навколишня територія в основному складається з житлових кварталів, а місто Трой лежить біля підніжжя пагорба. Студмістечко поділено навпіл 15-ою вулицею з більшістю спортивних і житлових приміщень на сході та навчальними корпусами — на заході. Через вулицю проходить пішохідний міст, який з'єднує обидві частини. Велика частина студмістечка представлена низкою будівель у стилі колоніального відродження, побудованих у перші три десятиліття 20 століття. Загалом студмістечко пройшло чотири етапи розширення.

### 1824—1905
Політехнічний інститут Ренсселера спочатку розташовувався у центрі Трої, але поступово перемістився на вершину пагорба, звідки відкривається вид на місто. Будівлі, що збереглися з того часу, включають будівлю колишньої хімічної лабораторії Вінслоу, яка входить до Національного реєстру історичних місць. Зараз у будівлі розміщується Лабораторія соціальних і поведінкових досліджень.

### Рікеттс-кампус, 1906—1935

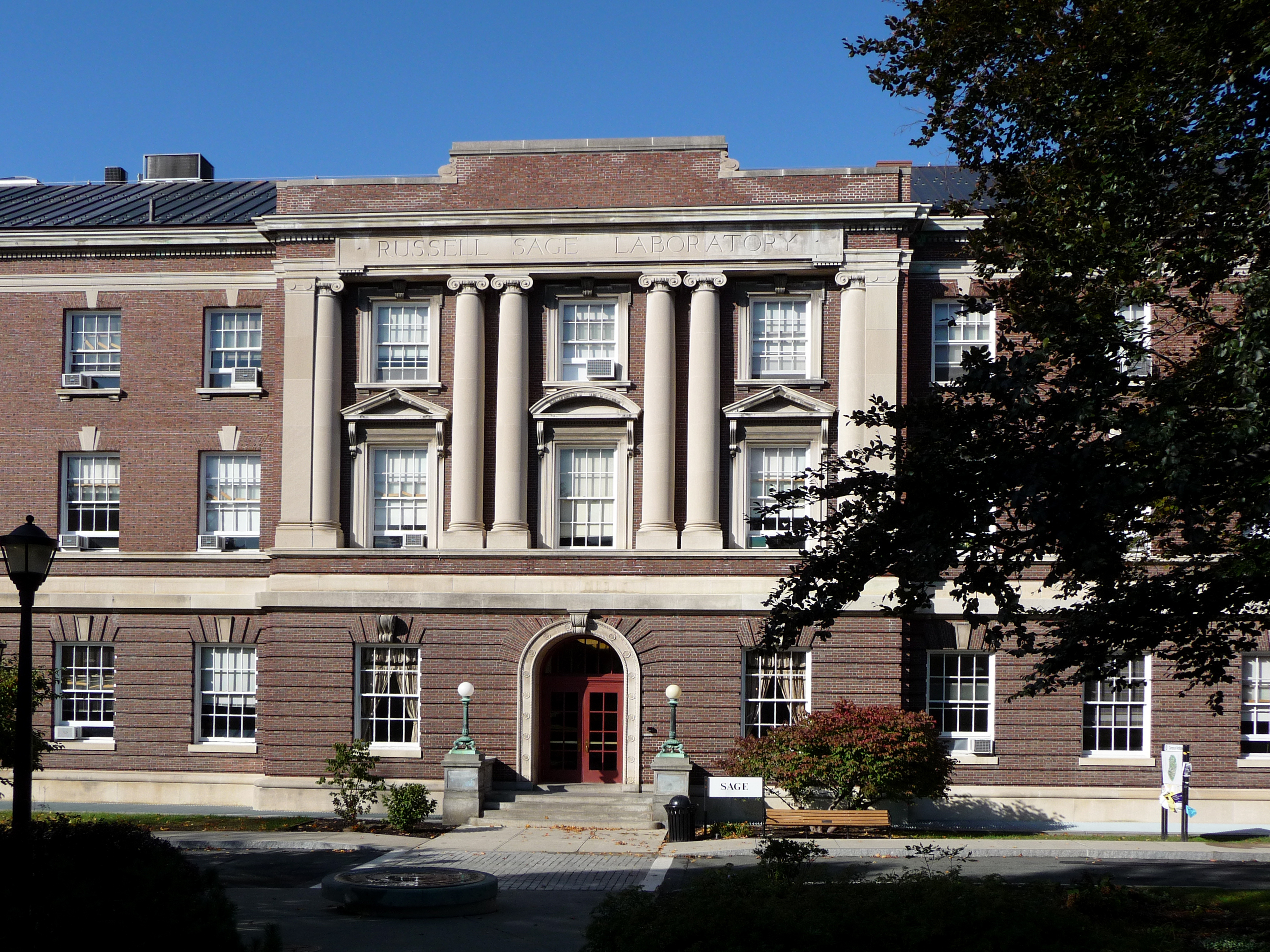
Лабораторія Рассела Сейджа

Президент інституту Палмер Рікеттс керував будівництвом університетських будівель в стилі колоніального відродження, які надають більшій частині студмістечка виразного архітектурного стилю. Будівлі, зведені в цей період, включають Будівлю Карнеґі (1906), Лабораторію Волкера (1907), Лабораторію Рассела Сейджа (1909), Піттсбурзьку будівлю (1912), Чотирикутні гуртожитки (1916—1927), Тройську будівлю (1925), Амос Ітон-хол (1928), Ґрін-білдінґ (1931) і Рікеттс-білдінґ (1935). Також у цей період був побудований «Підхід» (1907) — масивні багато прикрашені гранітні сходи на західному краї студмістечка. Спочатку сходи з'єднували інститут із залізничною станцією Troy Union, але зараз знову слугують важливою сполучною ланкою між містом та університетом. У 1906 році за підтримки випускного класу 1886 було завершено будівництво поля «86 Філд», яке слугувало стадіоном для інститутської футбольної команди до 2008 року.

### Післявоєнне розширення, 1946—1960

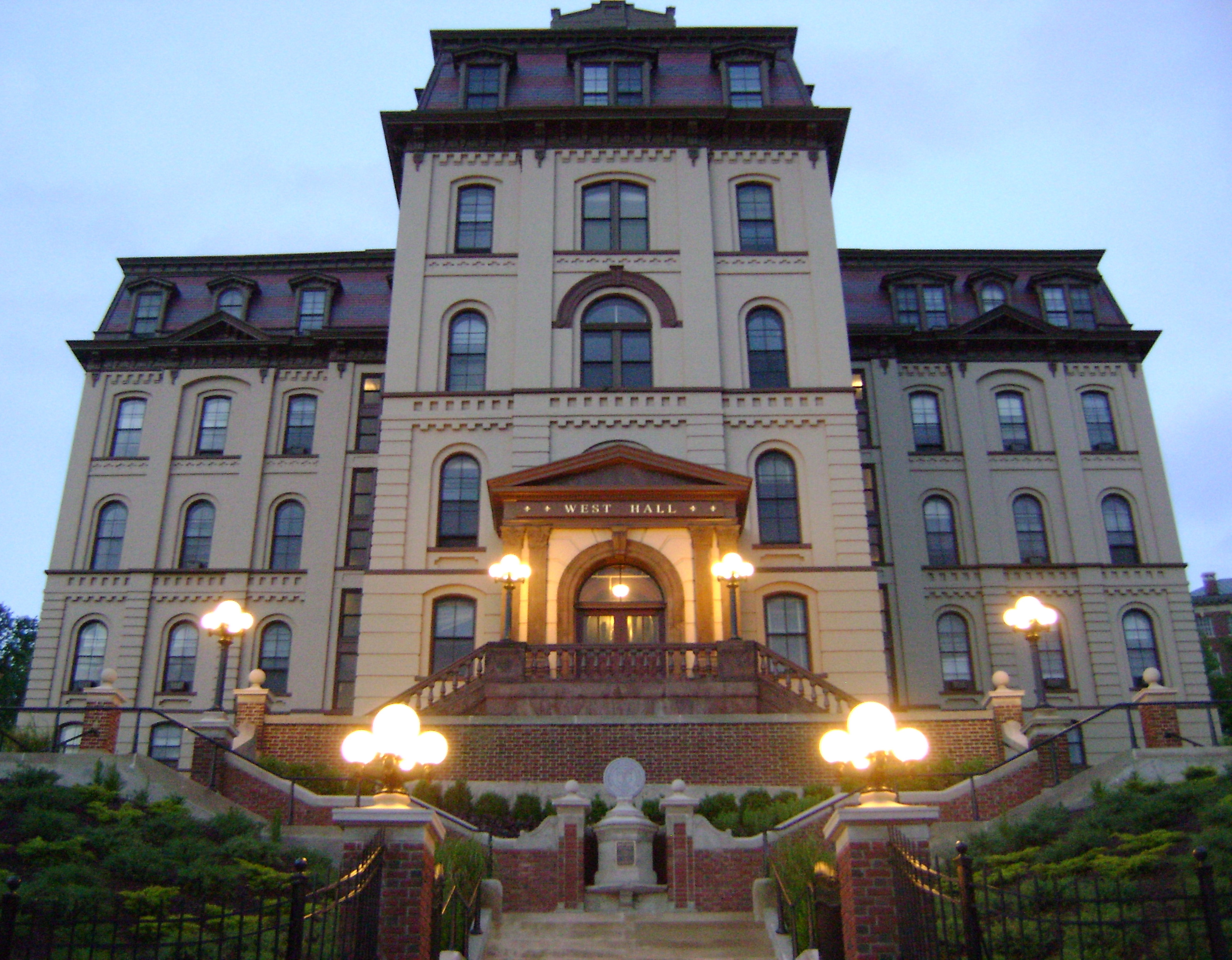
Вест-хол

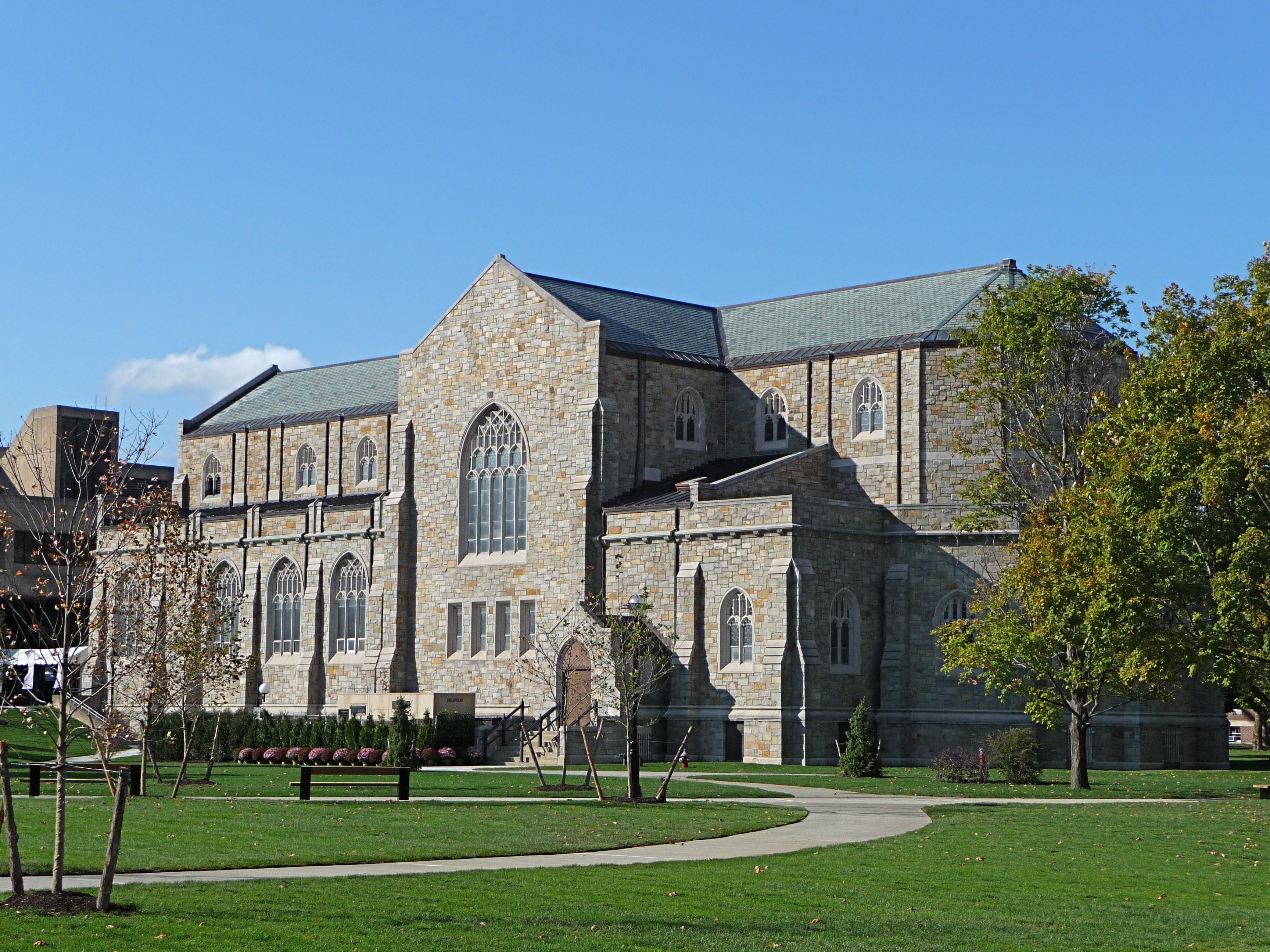
Воргісовський обчислювальний центр

Після Другої світової війни студмістечко знову значно розширилось. На східній околиці студмістечка було побудовано дев'ять гуртожитків, цей район згодом назвали «Пагорбом першокурсників». Був перезібраний стадіон Houston Field House (1949) після того, як його перемістили по частинах з його початкового розташування в Род-Айленді. У 1953 році інститут придбав Вест-хол, який спочатку був побудований у 1869 році як лікарня. Будівля Вест-холу була внесена до Національного реєстру історичних місць у 1973 році.
Ще однією унікальною будівлею є Воргісовський обчислювальний центр. Спочатку це була каплиця семінарії Св. Йосипа, вона була побудована в 1933 році та придбана інститутом в 1958 році, і після реконструкції служила бібліотекою інституту з 1960 року до завершення будівництва нової Фолсомської бібліотеки в 1976 році. Фолсомська бібліотека, розташована поруч з обчислювальним центром, має зовнішнє бетонне оздоблення, розроблене, щоб гармоніювати зі світло-сірою цеглою каплиці; в архітектурному плані це зразок сучасного стилю бруталізму. У 1979 році інститут вирішив зберегти каплицю та відремонтувати її для розміщення комп'ютерних лабораторій і обладнання для підтримки комп'ютерних ініціатив інституту. Сьогодні Воргісовський обчислювальний центр служить основою для інфраструктури даних і телефонії інституту.

### Сучасне студмістечко, з 1961 року

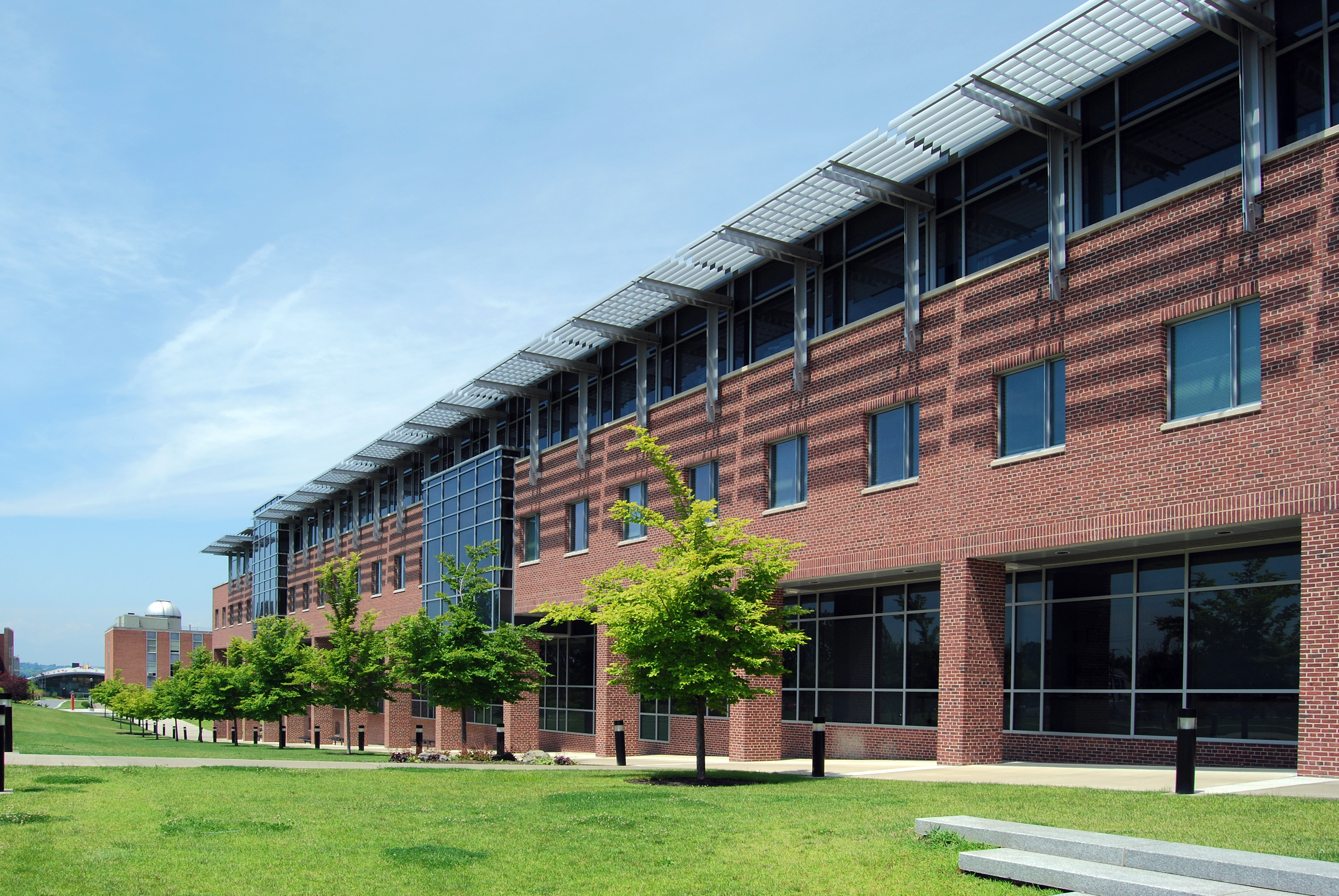
Центр біотехнології та міждисциплінарних досліджень

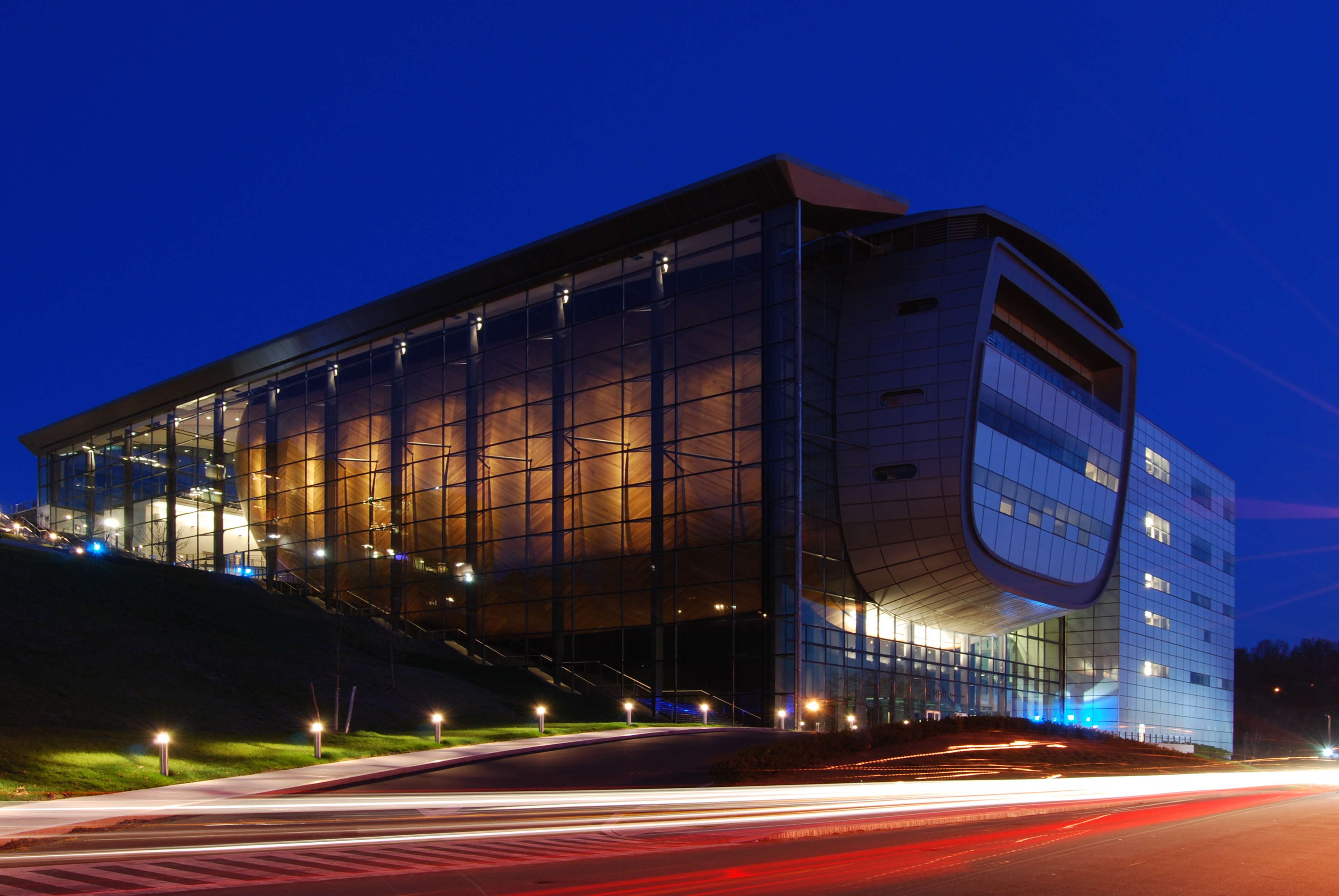
Центр експериментальних медіа та театральних мистецтв

До складу сучасного студмістечка входять: Науковий центр Джонссона-Роуленда, Центр дослідження матеріалів, Ренсселерівська спілка, Лабораторія Коґсвелла, Даррінський комунікаційний центр Дарріна, Джонссонівський інженерний центр, Центр промислових інновацій ім. Джорджа М. Лоу, будівля громадської школи, яка була перетворена на Академі-хол, і Центр біотехнології та міждисциплінарних досліджень. Будівлі Центру промислових інновацій, Даррінського комунікаційного центру, Джонссонівського інженерного центру та наукового центру з'єднані тунелями. У 2000 році на «Пагорбі першокурсників» був побудований десятий гуртожиток. В ньому — найбільші кімнати для першокурсників.
3 жовтня 2008 року Політехнічний інститут Ренсселера відсвяткував урочисте відкриття Центру експериментальних медіа та театральних мистецтв, розташованого на західній околиці студмістечка. Будівля зведена на обриві пагорба, з головним входом на вершині. У центрі розміщений концертний зал на 1200 місць. Поруч із головною аудиторією та під нею є театр на 400 місць, офіси та дві студії. Початкові витрати на будівництво центру оцінювались у 50 мільйонів доларів США, але витрати на будівництво перевищили 200 мільйонів доларів США через складність закріплення фундаменту в м'якій глині пагорба.
У 2008 році Політехнічний інститут Ренсселера оголосив про купівлю колишнього готелю Best Western Inn, розташованого біля підніжжя студмістечкового пагорба, разом із планами перетворення його на новий гуртожиток. Після масштабної реконструкції гуртожиток під назвою Commons був урочисто відкритий 15 травня 2009 року. Він вміщує близько 300 студентів у 148 кімнатах і містить фітнес-центр, їдальню та конференц-зал. Новий гуртожиток є частиною зростаючої ініціативи щодо залучення студентів до спільноти Трої та сприяння відродженню центру міста. Політехнічний інститут Ренсселера володіє та управляє трьома офісними будівлями в центрі Трої, будівлями Райс і Гелі та історичною будівлею Ґерлі. Інститут також володіє придбаною в 2004 році з наміром перетворення на офісні приміщення будівлею Proctor's Theatre у Трої.

### Інші кампуси
Інститут управляє студмістечком площею 6,1 гектарів у Гартфорді, штат Коннектикут. У Гартфорді пропонуються магістерські та докторські ступені у сферах ділового адміністрування, менеджменту, комп'ютерних наук, комп'ютерної та системної інженерії, електротехніки, інженерної фізики, машинобудування та інформаційних технологій. Існує також низка сертифікаційних програм та програм тренування навичок для працюючих професіоналів.

## Навчання

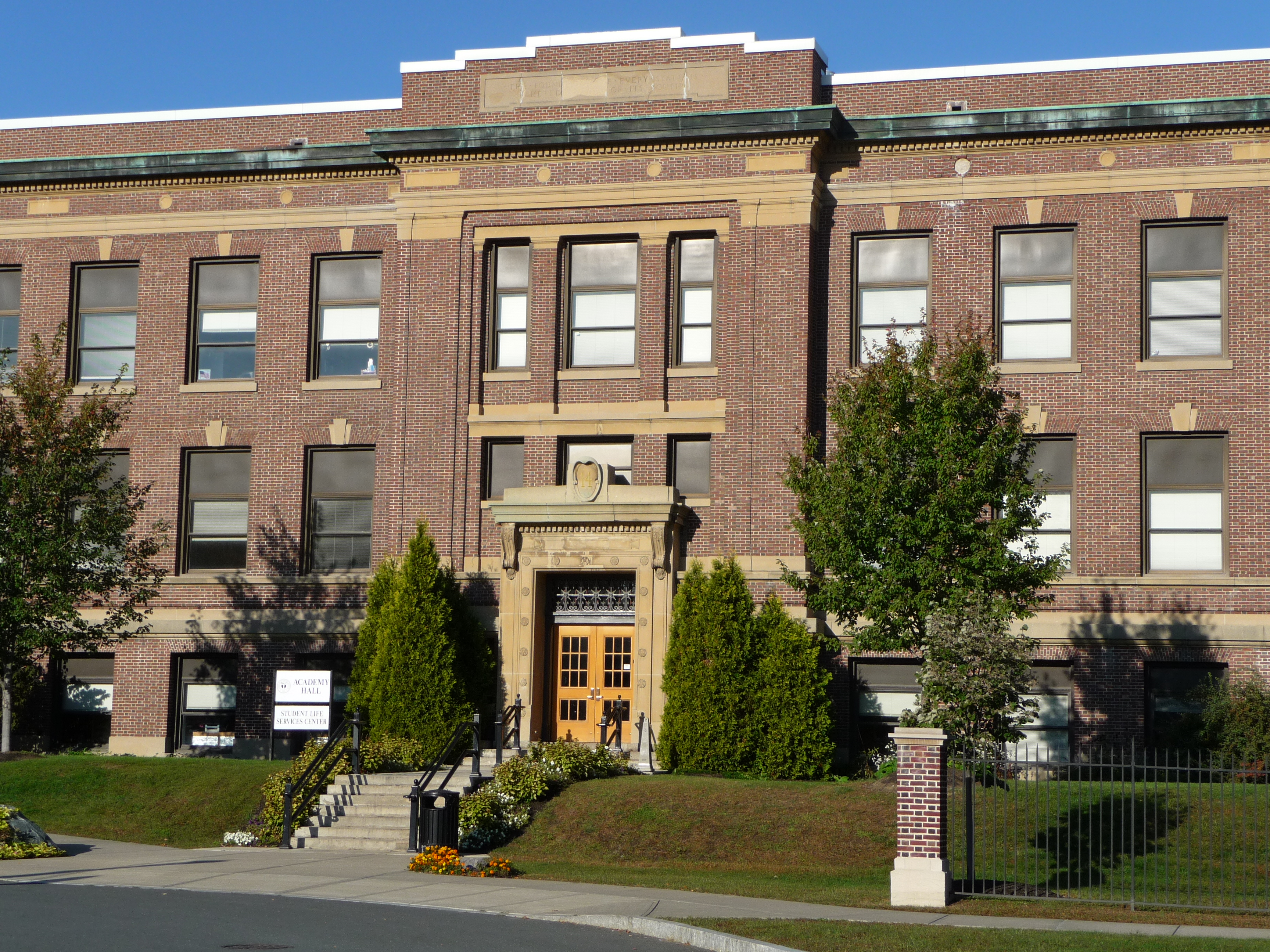
Академі-хол

До складу Політехнічного інституту Ренсселера входять п'ять шкіл: Школа архітектури, Школа інженерії, Школа гуманітарних наук, мистецтв і соціальних наук, Школа менеджменту та технологій Лаллі та Наукова школа. Інженерна школа є найбільшою за кількістю вступників, за нею йдуть Наукова школа, Школа менеджменту, Школа гуманітарних наук, мистецтв і соціальних наук і Школа архітектури. Існує також міждисциплінарна програма з інформаційних технологій, яка розпочалася наприкінці 1990-х років, програми з підготовки офіцерів запасу для студентів, які бажають стати офіцерами в збройних силах, програма кооперативної освіти, а також внутрішні та міжнародні програми обміну. Загалом університет пропонує понад 145 програм у майже 60 галузях, після успішного закінчення яких присвоюються ступені бакалавра, магістра та доктора. Окрім традиційних спеціальностей, Політехнічний інститут Ренсселера пропонує близько дюжини спеціальних міждисциплінарних програм, таких як Ігри та Симуляційні Мистецтво та Наука, Дизайн, Інновації та Суспільство, Розум та Машини, та Дизайн Продукту та Інновації. Політехнічний інститут Ренсселера є технологічно-орієнтованим університетом; у всіх будівлях і гуртожитках є дротовий і бездротовий високошвидкісний доступ до Інтернету, а з 1999 року всі першокурсники повинні мати портативний комп'ютер. На національному рівні інститут є членом Національної асоціації незалежних коледжів та університетів і Мережі звітності університетів і коледжів.

### План Ренсселера
З приходом президента Ширлі Енн Джексон з'явився План Ренсселера, оголошений у 1999 році. Його метою є досягнення більшої популярності Політехнічного інституту Ренсселера як технологічного дослідницького університету. Різноманітні аспекти плану включають залучення більшої кількості магістрів та аспірантів і нових науково-педагогічних працівників, а також збільшення участі в бакалаврських дослідженнях, програмах міжнародного обміну та «спільнотах, що живуть і навчаються». Наразі в рамках плану було внесено ряд змін: для підтримки нових програм було створено нову інфраструктуру, що включає Центр біотехнології та міждисциплінарних досліджень, Центр експериментальних медіа та театральних мистецтв і Обчислювальний центр нанотехнологічних інновацій. Кількість заявок на вступ до інституту зросла. У 2018 році інститут отримав рекордну кількість заявок: 20 337. За словами, у 2006 році, Джареда Когона, тодішнього президента Університету Карнегі-Меллона, «зміни в Політехнічному інституті Ренсселера за останні п'ять років відбулися з масштабом і швидкістю, які, можливо, не мають прецеденту в новітній історії американської вищої освіти».
Для досягнення цілей плану потрібна здатність залучати більше коштів на дослідження, і університет поставив собі за мету суму в 100 мільйонів доларів на рік. Через чотирнадцять років, у 2013 фінансовому році, витрати на дослідження досягли цієї мети. Щоб допомогти зібрати гроші, університет організував капітальну кампанію в розмірі 1 мільярда доларів, публічна фаза якої почалася у вересні 2004 року і мала завершитися до 2008 року. У 2001 році важливою віхою кампанії стала обіцянка необмеженого подарунку в розмірі 360 мільйонів доларів від анонімного донора, що вважалося найбільшою подібною пожертвою на користь університету США на той час. Раніше така щедрість не була знайома інституту, оскільки попередній найбільший подарунок становив 15 мільйонів доларів США. До вересня 2006 року ціль в 1 мільярд доларів США була значно перевищена за рахунок натурального внеску програмного забезпечення, комерційно оціненого в 513,95 мільйонів доларів США Партнерами з розвитку спільної інженерної освіти (PACE). У світлі цього опікунська рада збільшила ціль капітальної кампанії з 1 мільярда доларів до 1,4 мільярда доларів до 30 червня 2009 року. Нова мета була досягнута до 1 жовтня 2008 року.
Напередодні 200-річчя Політехнічного університету Ренсселера у 2012 році було оголошено про оновлену версію плану під назвою «План Ренсселера 2024»
У 2016 році президент інституту Джексон оголосила під час осінньої зустрічі, що інститут перебуває на завершальній стадії організації нової капітальної кампанії, яку він запустить у 2017 році для досягнення цілей Плану Ренсселера 2024. Метою кампанії було вказано першочергове надання фінансової допомоги для студентів бакалаврату та розширення науково-дослідницьких установ у студмістечку для забезпечення запланованого збільшення кількості докторантів, аспірантів та магістрів. Мета збору коштів капітальної кампанії становила 1 мільярд доларів США, з яких було зібрано понад 400 мільйонів доларів до оприлюднення кампанії.
Амбітні витрати на план Ренсселера призвели до фінансових труднощів закладу, декілька агентств знизили його кредитний рейтинг.

### Інженерія електротехнічних та комп'ютерних систем
Однією з основних кафедр інституту є кафедра інженерії електричних та комп'ютерних систем. Кафедра пропонує студентам можливість отримати ступені бакалавра, магістра та доктора в галузі електротехніки або інженерії комп'ютерних систем. У той час як сама школа була заснована в 1824 році, електротехніка вперше була введена в інституті в 1907 році. У 1924 році під час головування президента інституту Палмера Рікеттса кафедра називалась кафедрою фізики та електротехніки. Розробка комп'ютерної системи була додана пізніше. Сьогодні інженерія комп'ютерних систем та електротехніка багато в чому схожі, причому багато основних предметів поділяються між цими дисциплінами. Проте електротехніка, як правило, більше зосереджується на апаратному забезпеченні, тоді як інженерія комп'ютерних систем, як правило, зосереджується на алгоритмах і системах. Багато студентів отримують подвійні спеціальності, серед яких поширені електротехніка та інженерія комп'ютерних систем, електротехніка та машинобудування, електротехніка та прикладна фізика та інженерія комп'ютерних систем та комп'ютерні науки. Багато студентів кафедри часто відвідують неосновні заняття в інших галузях, таких як економіка чи психологія. У даний час кафедра інженерії електричних та комп'ютерних систем проводить дослідження в області інформаційних наук і систем, зв'язку і мереж, управління і автономності, енергетичних і енергетичних систем, електроніки і фотоніки, а також проектування комп'ютерних систем. До відомих випускників кафедри належать американський інженер в галузі електроніки Джаянт Баліґа, американський інженер в галузі електроніки, вчений та винахідник Аллен Б. Дюмонт, американо-іранський інженер та педагог Наріман Фарвардін, винахідник алгоритму пошуку A* Пітер Харт, фізик та викладач Массачусетського технологічного інституту Герман А. Хаус, творець мікропроцесора Тед Гофф, Даг Мерсер, який був впливовим у галузі аналого-цифрових перетворювачів, підприємець, винахідних та інвестор Шон О'Салліван, засновник виробника графічних процесорів і відеоадаптерів NVIDIA Кертіс П. Прім, винахідник цифрової камери Стівен Дж. Сассун, інженер та експерт в ядерній енергетиці Чонсі Старр, та винахідник електронної пошти Рей Томлінсон.

## Дослідження та розвиток

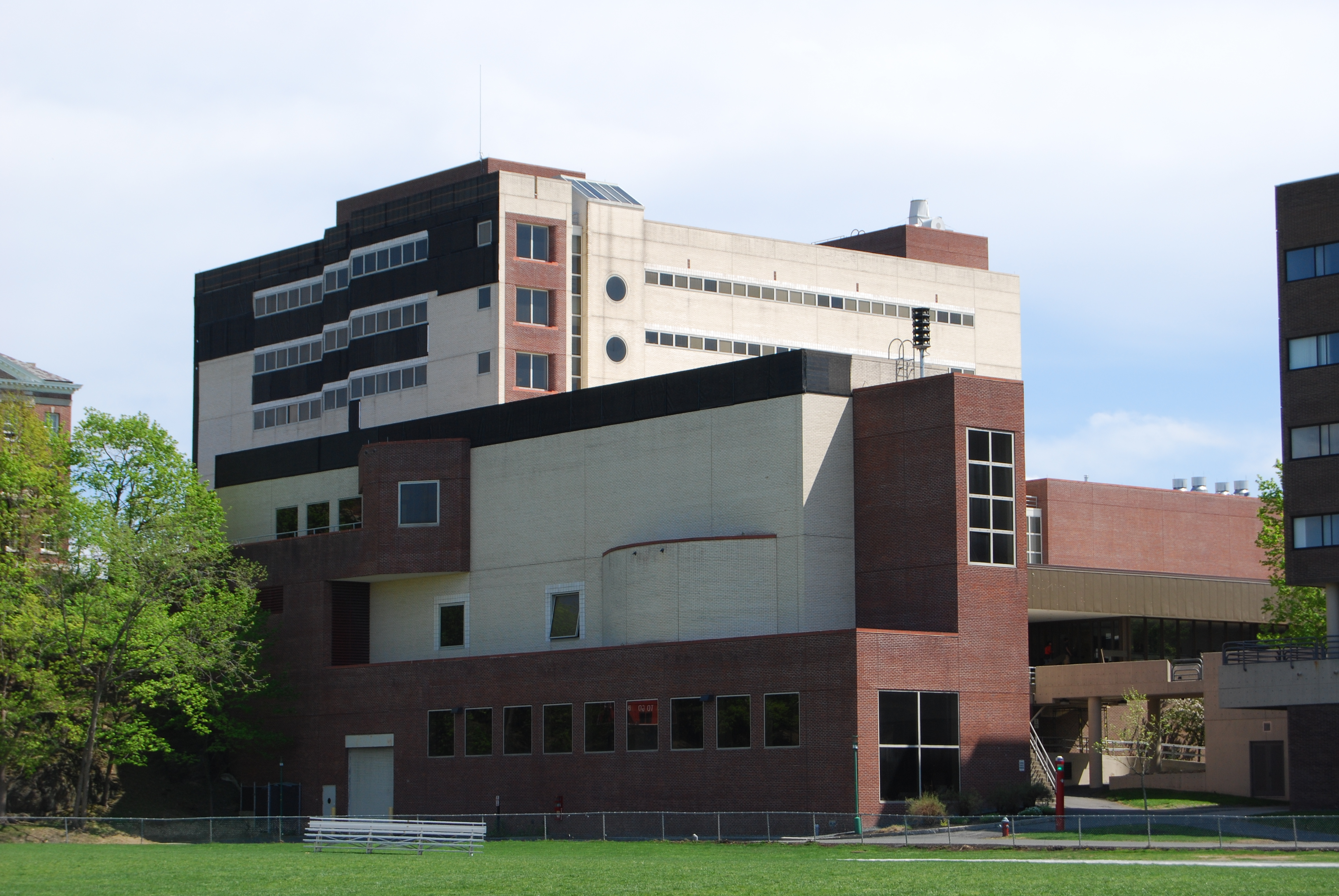
Центр промислових інновацій імені Джорджа М. Лоу, північно-східний центр Інституту інновацій Smart Manufacturing

Політехнічний інститут Ренсселера класифікується як університет з дуже високим рівнем дослідницької діяльності. Інститут визначив шість пріорітетних напрямків досліджень: біотехнології, енергетична безпека, нанотехнології, обчислювальні та інформаційні технології, а також медіазнавство. Дослідження організовано під керівництвом офісу віце-президента інститут з досліджень Джонатана Дордіка. У 2018 році інститут керував 34 дослідницькими центрами та підтримував щорічні фінансові витрати на дослідження в розмірі 100,8 мільйонів доларів США.

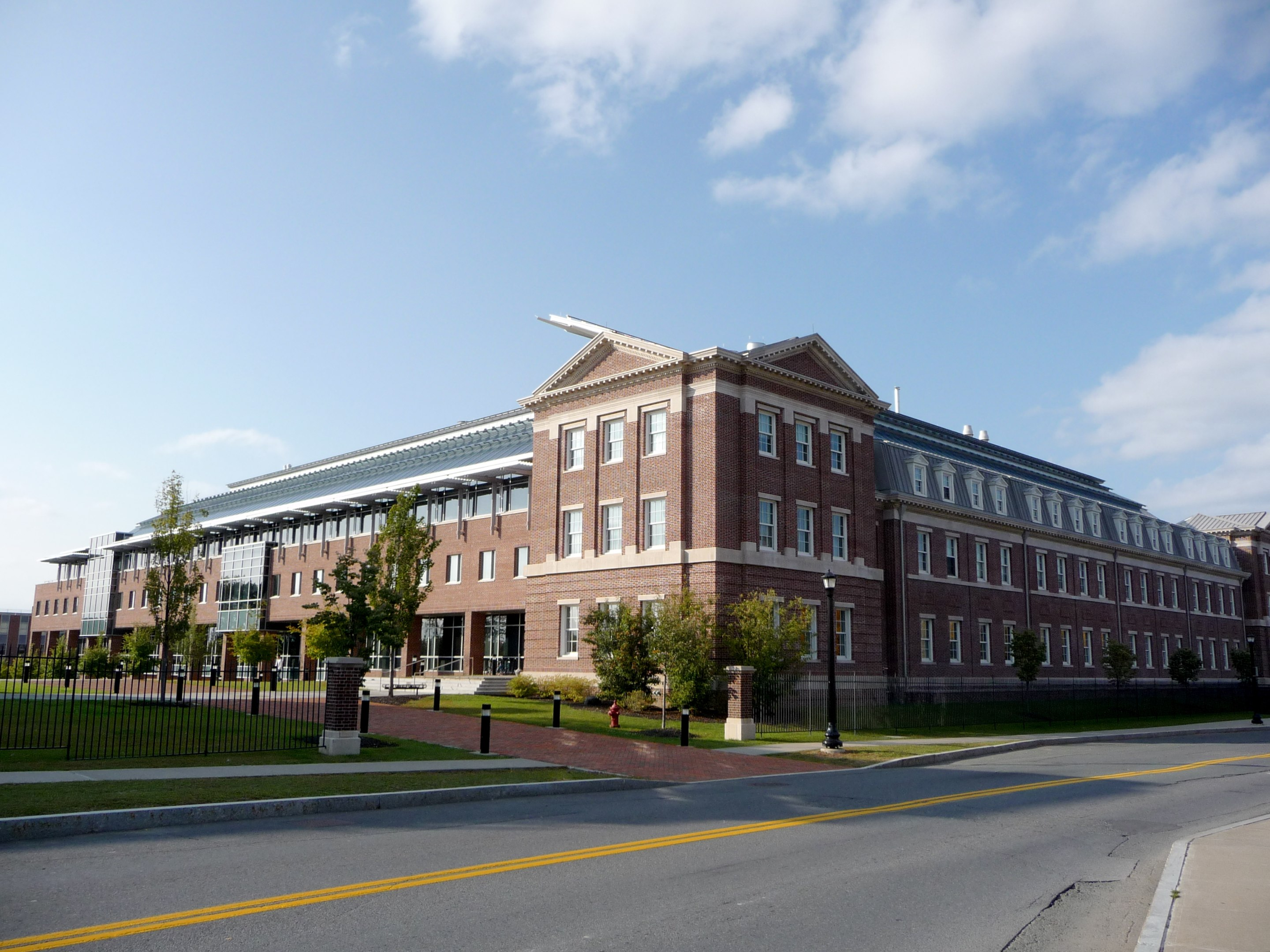
Центр біотехнології та міждисциплінарних досліджень

Одним із найновіших дослідницьких центрів Політехнічного інституту Ренсселера є Центр біотехнології та міждисциплінарних досліджень для фундаментальних і прикладних досліджень у галузі біотехнології. Основною ціллю дослідницького центру є біопрепарати, пріоритет дослідження, базується на керованому даними розумінні протеоміки, регуляції білків і регуляції генів. Дослідження передбачає використання біокаталізу та інструментів синтетичної біології для блокування або доповнення дій певних клітин або білків імунної системи. За останнє десятиліття Центр випустив понад 2000 рецензованих публікацій із понад 30 000 цитувань, і наразі в ньому працює понад 200 науковців та інженерів. Центр використовується в основному для підготовки студентів, магістрів аспірантів, у ньому пройшли підготовку понад 1000 студентів та 200 докторантів. У Центра є численні академічні та галузеві партнери, в тому числі Медична школа Маунт-Сінай. У партнерстві з іншими закладами інститут досяг створення синтетичного гепарину, антимікробних покриттів, детоксикаційної хіміотерапії, біомедицини на вимогу, імплантованих датчиків та тривимірних мікросхем, та клітинних масивів у 3-д форматі.

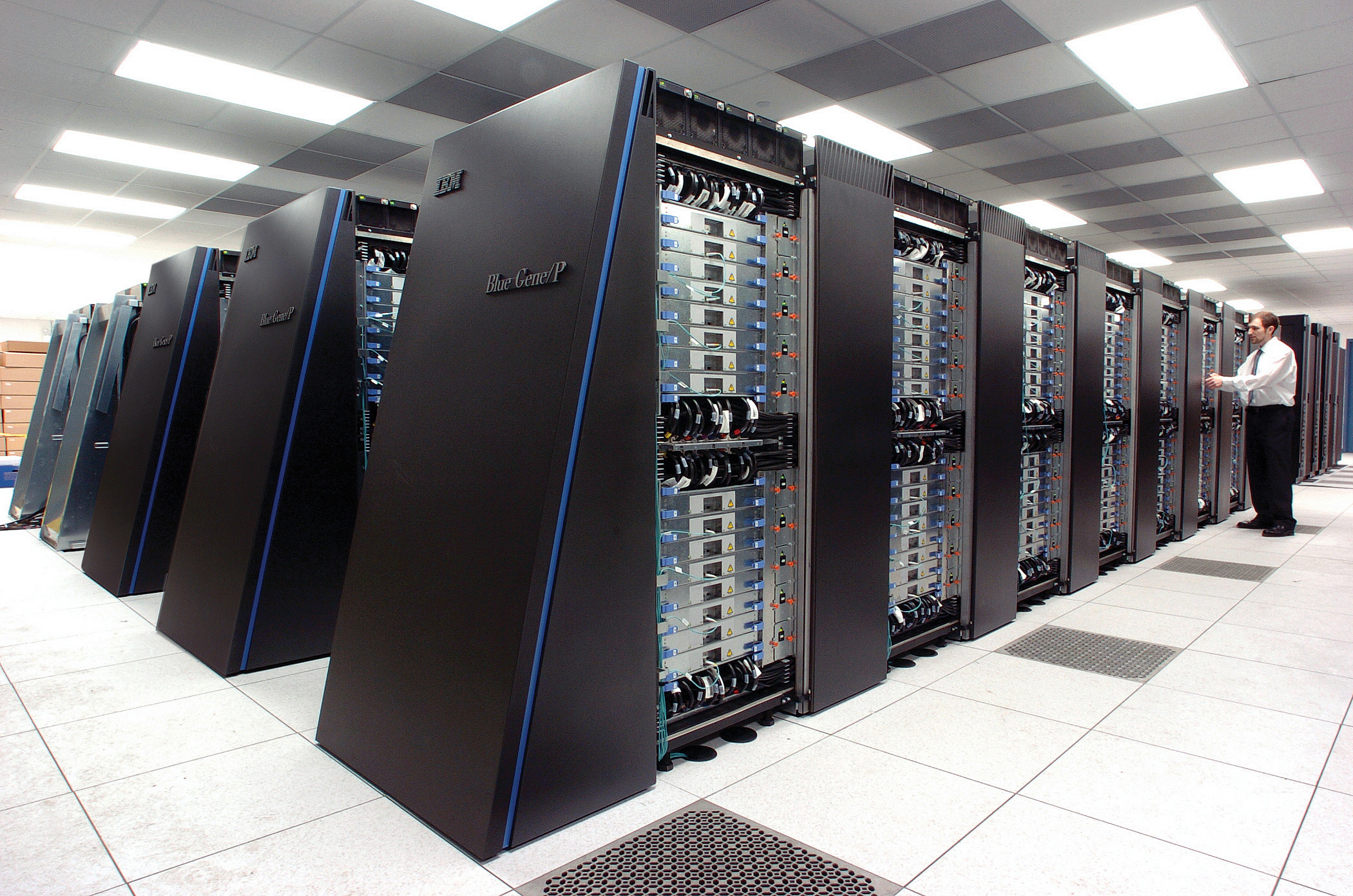
Суперкомп'ютер Blue Gene/P, схожий на той, що знаходиться Центрі обчислювальних інновацій інституту Ренсселера

У Політехнічному інституті Ренсселера також розміщується Tetherless World Constellation - багатопрофільна дослідницьку установу, яка зосереджена на теоріях, методах і застосуваннях Всесвітньої павутини. Дослідження проводяться за трьома взаємопов'язаними темами: інтернет майбутнього, семантичні основи та ксінформатика (англ. Xinformatics). Tetherless World Constellation — це багатопрофільна команда, що складається зі старших і молодших викладачів, науковців, а також докторантів, аспірантів і студентів. Серед експертів дослідницької установи — дослідник штучного інтелекту Джеймс Гендлер, інформатик та дослідник Дебора Макґіннес і дослідник науки про дані Пітер Фокс. Серед випускників установи — інформатик Хенґ Джі, яка спеціалізується на обробці природної мови. У 2016 році дослідницька установа отримала грант у розмірі одного мільйона доларів від Фонду Білла та Мелінди Гейтс на продовження роботи над новою платформою візуалізації даних, яка використовуватиме та прискорить аналіз величезних обсягів даних для знань для інтеграційної ініціативи фонду зі здорового народження, зростання і розвитку.
Політехнічний інститут Ренсселера також керує Центром обчислювальних інновацій, який є результатом співпраці між інститутом, електронною корпорацією IBM і штатом Нью-Йорк вартістю 100 мільйонів доларів США для розвитку нанотехнологічних інновацій. Зараз у центрі знаходиться найпотужніший у світі суперкомп'ютер на базі приватного університету, і цей суперкомп'ютер, що незмінно входить до числа найпотужніших у світі, здатний працювати на рівні, що перевищує 1,1 пета- ФЛОПСів. Основна увага центру зосереджена на зниженні витрат, пов'язаних із розробкою нанорозмірних матеріалів і пристроїв, таких як ті, що використовуються в напівпровідниковій промисловості. Інститут також керує центром міждисциплінарних досліджень у біотехнології, медицині, енергетиці та інших галузях. Крім того інститут керує ядерним реактором і випробувальною установкою — єдиним університетським реактором у штаті Нью-Йорк — а також лінійним прискорювачем Gaerttner, який зараз модернізується в рамках гранту в розмірі 9,44 мільйона доларів від Міністерства енергетики США.
У 2024 році Політехнічний інститут Ренсселера у партнерстві з електронною корпорацією IBM представив новий квантовий комп'ютер з метою подальших досліджень квантових комп'ютерів як для інституту, так і для штату Нью-Йорк.

## Студенти

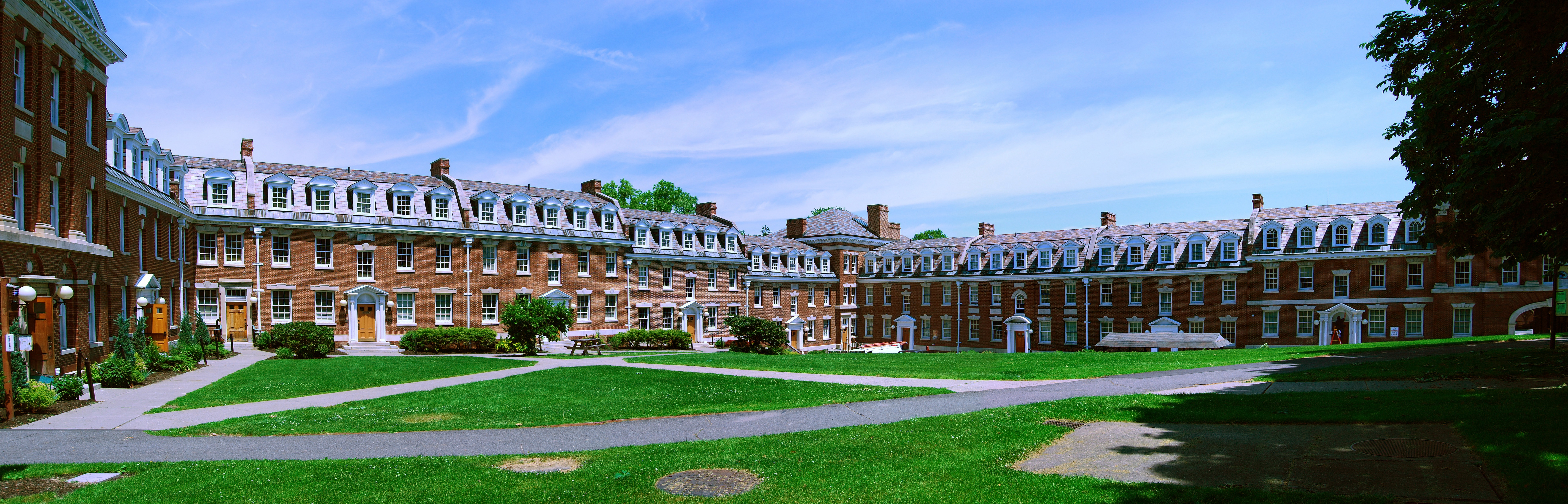
Гуртожиток у головному студмістечку

У 2018 році в Політехнічному інституті Ренсселера навчалося 7442 студенти, включаючи 6590 студентів бакалаврату і 1329 студентів післядипломної освіти (магістратура, аспірантура). Понад 71 % студентів інституту є вихідцями з інших штатів. Більше 20 % студентів є іноземними студентами. Серед студентів є представники усіх 50 штатів США та понад 60 країн. Співвідношення студентів до викладачів становить 13:1. Серед вступників 2020 року 66 % входять до 5 % найкращих учнів середньої школи, 93 % — у верхній чверті та 99 % — у верхній половині. Середній незважений середній бал середньої школи для зареєстрованих студентів становив 3,88 за шкалою 4,0, причому 65 % мали середній бал 3,75 або вище, а 99 % мали щонайменше 3,0.
Рівень ефективності інституту для вступників 2021 року перевищив 20 відсотків у 2018 році з понад 20 000 заявок, отриманих приймальною комісією. Діапазон середнього балу SAT становив 1330—1500 для діапазону середніх 50 % із середнім балом SAT 1420 за шкалою 1600. Діапазон середнього балу ACT становив 29–33 для середнього діапазону 50 % із середнім показником ACT 31. У 2016 році рівень утримання першокурсників становив 94 %, а в рейтингу вибірковості прийому інститут посів 35-м у країні згідно з US News & World Report. З 2000 року кількість студентів бакалаврату зросла більш ніж на 1700, з 4867 до 6590 протягом 2018 календарного року, а кількість студентів денної форми навчання зменшилася з 1500 до 1188.
Приблизно 12 % студентів отримали медаль Ренсселера, стипендію за заслуги загальною вартістю 100 000 доларів США для студентів старших курсів у природничих науках і математиці. 95 % місцевих студентів бакалаврату денної форми навчання отримують фінансову допомогу, визначену в залежності від потреб або заслуг, що в середньому становить 85 % загальних фінансових потреб, які задовольняються на одного студента. У 2018 році Політехнічний інститут Ренсселера інвестував понад 140 мільйонів доларів у фінансову допомогу та стипендії для студентів.

### Статеве співвідношення
Політехнічний інститут Ренсселера став закладом із спільним навчанням жінок та чоловіків у 1942 році. У 1966 році співвідношення чоловіків і жінок становило 19:1, у 1980-х роках воно досягло 8:1, а на початку 1990-х це співвідношення становило близько 5:1. У 2009 році співвідношення становило 2,5:1 (72 % чоловіків / 28 % жінок), у 2016 році співвідношення для нових першокурсників становило 2,1:1 (68 % чоловіків / 32 % жіночий). Восени 2016 року понад 1000 жінок вперше в історії вступили на програми бакалаврату Політехнічного інституту Ренсселера. Ці жінки становили 30 % студентів інженерних факультетів та 32 відсотки загального гендерного складу університету.

## Великий маршал і президент Спілки
Посади Великого маршала та президента студентської профспілки в Політехнічному інституті Ренсселера зазвичай присуджуються (голосуванням студентів) студентам. У 1890 році була створена посада президента Студентської Спілки. Однак між 1890 і 1894 роками в Спілці був лише президент, а не великий маршал. Починаючи з 1894—1895 навчального року президент Спілки та Великий маршал обирались одночасно. Тиждень голосування за зазначені посади називається Тиждень GM, і зазвичай студенти проводять у студмістечку сприятливі голосуванню заходи.

### Великий маршал
Кандидат на посаду Великого маршала обирається студентським колективом (зазвичай навесні). Посада Великого маршала і є найвищою посадою, яку студент може займати в Політехнічному інституті Ренсселера. Великий маршал відіграє важливу роль у студентському самоврядуванні, реалізуючи проекти, призначаючи керівників і допомагаючи загальній спільноті студмістечка.

### Президент Спілки
Президент Спілки обирається студентським колективом (зазвичай навесні). Його основний обов'язок полягає у призначенні виконавчої ради з 15–20 студентів (відповідальних за бюджет Спілки). Виконавча рада є головним фінансовим органом Спілки. Вона відповідальна за підготовку та затвердження бюджету на наступний фінансовий рік, облік і розподіл фондів Спілки, а також управління співпрацею з іншими установами. Крім призначення виконавчої ради, президенти Спілки також тісно співпрацюють з персоналом Спілки, спортсменами та студентськими клубами.

## Грецьке життя

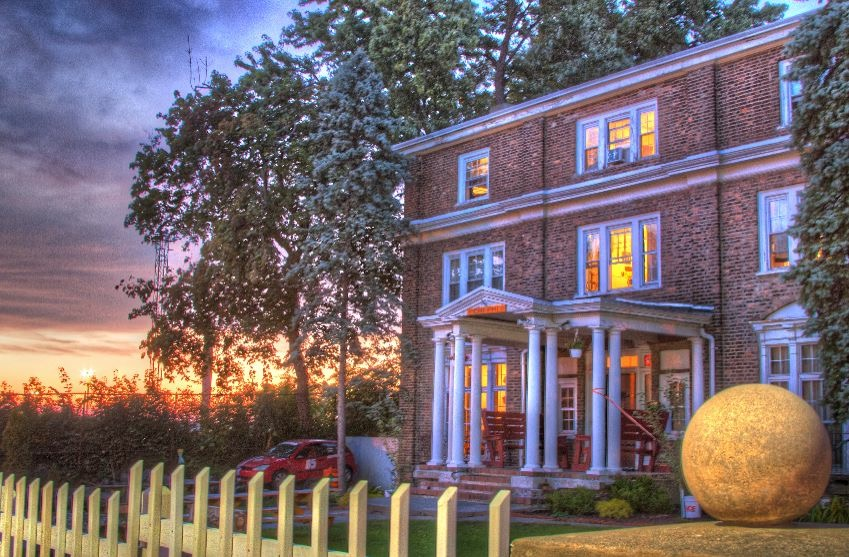
Філія Тета братерства Ксі-Фі в Політехнічному інституті Ренсселера

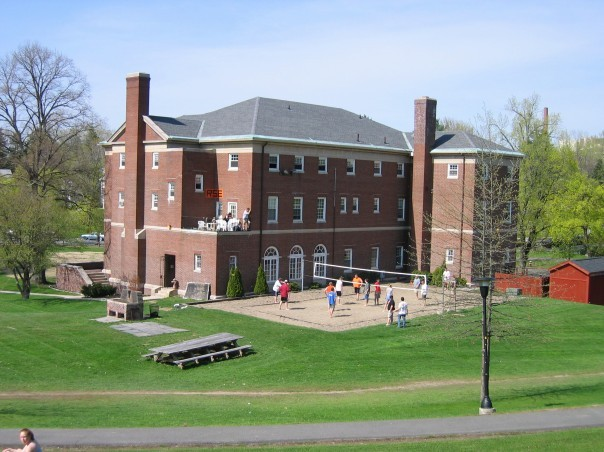
Клубний будинок Ренсселерівського товариства інженерів

У Політехнічного інституту Ренсселера є багата історія участі грецької громади в студмістечку. Загальна система грецьких товариств в інституті наголошує на лідерстві, мужності, інноваціях та еволюції. В інституті наразі діє 29 братств, а також 6 жіночих товариств, організовані під керівництвом Міжбратської ради та Пангрецької ради. З цих грецьких організацій три були засновані в Політехнічному інституті Ренсселера, включаючи національне інженерне братство Тета-Ксі, місцеве жіноче товариство латиноамериканського походження Сигма-Дельта та місцеве Ренсселерівське товариство інженерів. Братство Тета-Ксі i було засноване студентами інституту 29 квітня 1864 року, і є єдиним національним братством, заснованим під час громадянської війни в США. Будівлю, в якій розташовується братство, внесено до Національного реєстру історичних місць. Крім того, у Політехнічному інституті Ренсселера розташовані відділення братств Епсилон-Зета та Альфа-Фі-Омега.
У 2017 році грецькі товариства Ксі-Фі і Тета-Ксі спільно з кількома іншими грецькими організаціями організували захід під назвою «Сміливе гоління для дітей, хворих на рак», зібравши понад 22 000 доларів на дослідження дитячого раку, десятки учасників поголили голови, щоб поширити обізнаність про дитячі онкологічних захворювань. Багато братств і жіночих товариств також беруть участь у ініціативі Adopt-a-Highway (можна перекласти, як «Всинови автодорогу»), яка полягає у взятті під опіку певної частини автодороги і слідкування за чистотою на цій ділянці.

## Спорт

Офіційний логотип спортивних команд Інституту

«Інженери RPI» — це спортивні команди інституту. Зараз Політехнічний інститут Ренсселера спонсорує 23 види спорту, 21 з яких змагаються на рівні третього дивізіону Національної асоціації студентського спорту у Лізі свободи ; команди чоловічого і жіночого хокею змагаються на рівні першого дивізіону Хокейної конференції ECAC. Офіційна назва деяких студентських команд третього дивізіону була змінена в 1995 році з «Інженерів» на «Червоні яструби». Проте всі команди з хокею, футболу, кросу, тенісу та легкої атлетики вирішили залишити назву «Інженери». У той час назва «Червоні яструби» була дуже непопулярною серед студентів; над талісманом Червоного Яструба часто глузували, кидаючи поступки та скандуючи «вбий курку!». У 2009 році назву для всіх команд було змінено назад на «Інженери».

### Чоловічий хокей
У Політехнічного інституту Ренсселера є конкурентоспроможна хокейна команда Дивізіону I, яка виграла національні титули Національної асоціації студентського спорту у 1954 та 1985 роках. Залежно від тлумачення правил, чоловіча хокейна команда інституту, може вважатись такою, що має найдовшу виграшну серію в історії для команд Дивізіону I; у сезоні 1984—1985 років команда не програвала протягом 30 ігор, але одна гра була проти Університету Торонто, команда, якої не є членом Національної асоціації студентського спорту. У сезоні 1985—1986 рр. інститутська команда не зазнав поразок протягом 38 ігор, включаючи дві перемоги над Університетом Торонто. Серія виграшів перервалася під час гри Бостонському університеті проти команди Бостонського університету «Тер'єри». Адам Оутс і Дарен Пуппа, два гравці інститутської команди того часу, обидва стали зірками в Національній хокейній лізі (НХЛ). Жое Жуно, який грав в інститутській команді з 1987 по 1991 рік, і Браян Потьє, який грав в інститутській команді з 1996 по 2000 рік, також провели багато років у НХЛ. Грем Таунсгенд, який також грав в інститутській команді наприкінці 1980-х, мав коротку кар'єру в НХЛ. Він є першою людиною ямайського походження, яка грала в НХЛ.
Хокейна команда відіграє важливу роль у культурі студмістечка, збираючи тисячі вболівальників щотижня на стадіоні Houston Field House протягом сезону. Популярність команди навіть започаткувала традицію хокейної черги: студенти шикувалися в чергу за абонементами за кілька місяців до дати початку продажу. Сьогодні черга зазвичай починається за тиждень або більше до продажу квитків. Іншою традицією з 1978 року є гра Big Red Freakout!, яка проходить ближче до перших вихідних лютого. Вболівальники зазвичай одягаються в шкільні кольори червоний (вишневий) і білий, і масово роздаються подарунки на зразок футболок. У хокеї найбільшим суперником Політехнічного інституту Ренсселера завжди була інженерна школа університету Кларксона. Останніми роками Політехнічний інститут Ренсселера також розвинув жваве суперництво зі своїм партнером по спортивних конференціях Юніон-коледжем, з яким інститутська команда щороку грає у неконференційну гру в Олбані на Кубок мера.

### Жіночий хокей
У 2005 році жіноча хокейна команда перейшла до рівня I дивізіону Національної асоціації студентського спорту. У сезоні 2008–09 команда встановила рекорд за кількістю перемог за один сезон (19-14-4). 28 лютого 2010 року Політехнічний інститут Ренсселера увійшов в історію Національної асоціації студентського спорту. Інститутська команда «Інженери» перемогли команду Квінніпіакського університету з рахунком 2–1, але знадобилося п'ять овертаймів. Зараз це найдовша гра в історії жіночого хокею в Національній асоціації студентського спорту. Старший захисник Лора Ґерстен забила переможний гол. Вона зафіксувала його о 4:32 п'ятої овертаймової сесії, щоб не лише здобути перемогу, але й перемогу в серії.

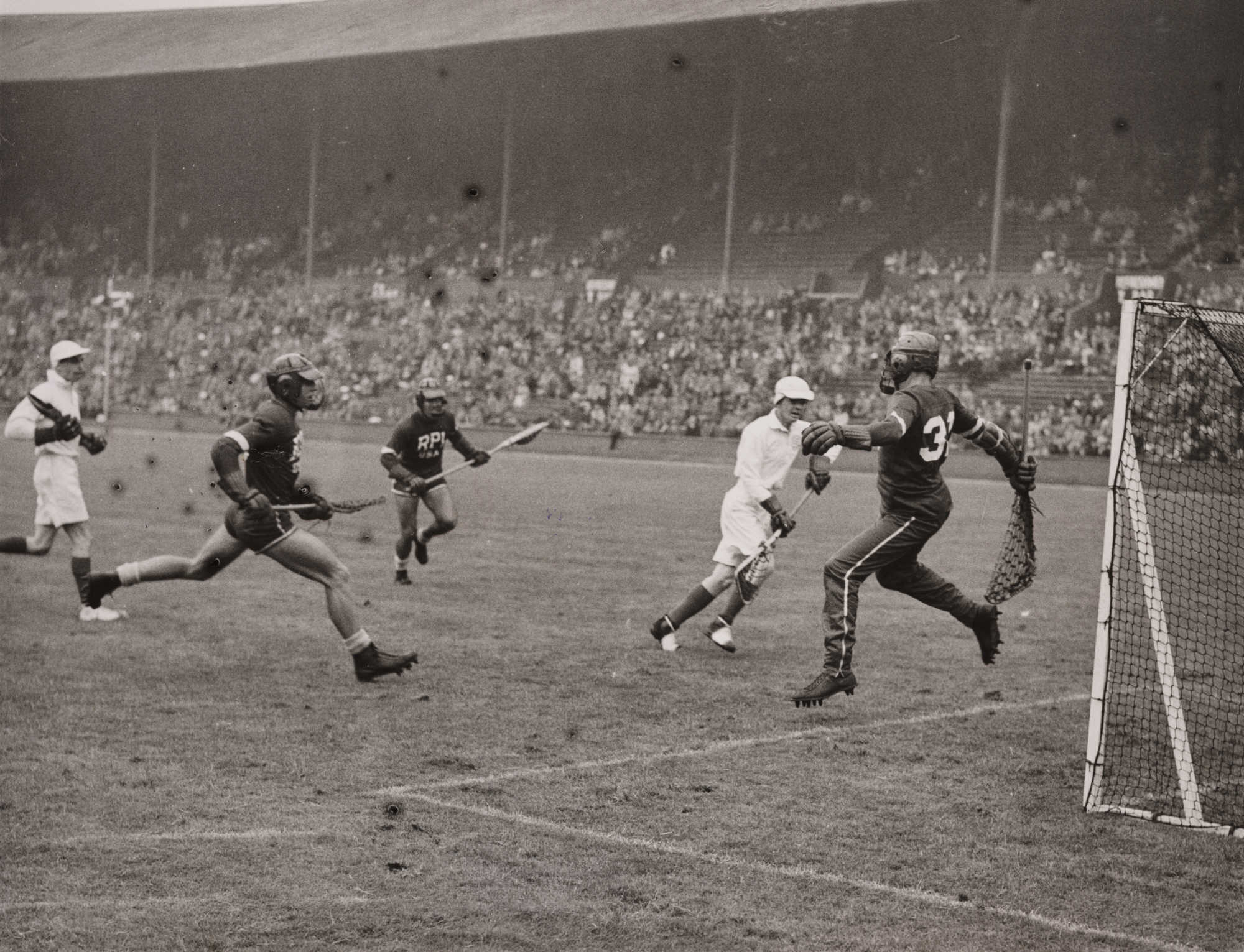
Інститутська команда з лакросу в демонстраційній грі на Олімпійських іграх у Лондоні 1948 року

### Чоловічий лакрос
Інститутська команда з лакросу представляла США на Олімпіаді 1948 року в Лондоні. У 1952 році команда з лакросу виграла Вінґейтський меморіальний трофей, як національний університетський чемпіон. Майбутній головний тренер Національної хокейної ліги Нед Гаркнесс тренував команди з лакросу та хокею, вигравши національні чемпіонати в обох видах спорту.

### Бейсбол
Бейсбольна команда «Інженерів» постійно лідирує в турнірній таблиці Ліги свободи (англ. Liberty League), і 8 гравців інститутської команди перейшли до професійного рангу, у тому числі 4 гравці, обрані на драфті професійної бейсбольної ліги Major League Baseball. Команду тренує Джейсон Фалькон. Інженери грають свої домашні ігри на історичному стадіоні Robison Field.

### Американський футбол
Наприкінці 1870-х років у студмістечку грали в американське регбі. Міжвузівський футбол розпочався тільки у 1886 році, коли команда Політехнічного інституту Ренсселера вперше зіграла з командою Юніон-коледжу на орендованому полі у Вест-Трої (Вотервліт). З 1903 року інститут та сусідній Юніон-коледж є суперниками у футболі. Це найстаріше таке суперництво у штаті Нью-Йорк. Команди грають за кубок Dutchman's Shoes з 1950 року. Найуспішнішим сезоном інститутської команди був сезон 2003 року, коли вона фінішувала з рахунком 11–2 і програла Коледжу Сент-Джонс (штат Міннесота) у півфінальній грі у дивізіоні III Національної асоціації студентського спорту.

### Спортивна інфраструктура

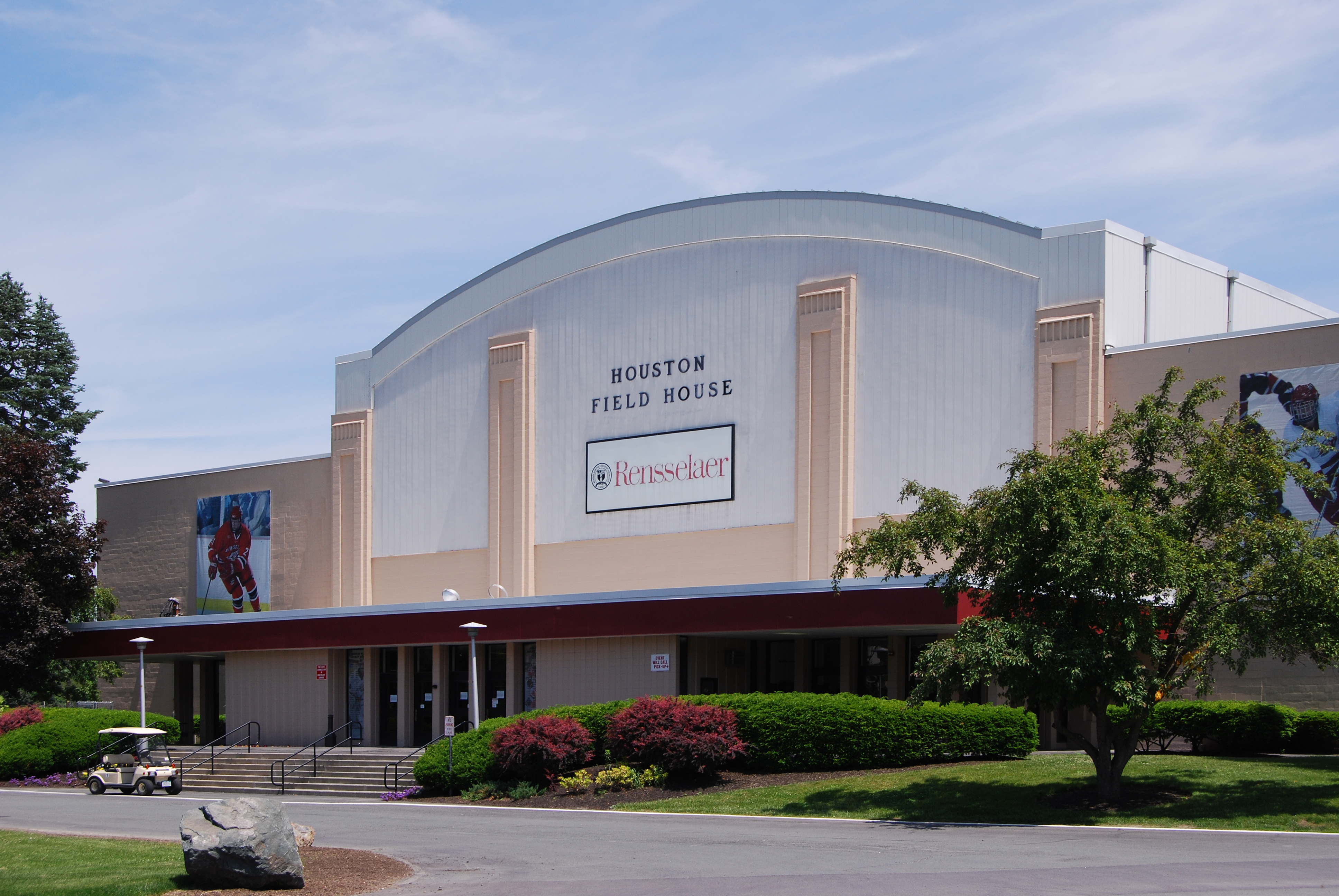
Стадіон Houston Field House

Стадіон Houston Field House — це багатоцільова арена на 4780 місць, розташована в студмістечку Політехнічного інституту Ренсселера. Він був відкритий у 1949 році та є тренувальною базою для чоловічої та жіночої хокейних команд «Інженери». В рамках великого проекту поліпшення студмістечка, стадіон був відремонтований. Ремонт включав модернізацію роздягалень, додавання нової тренажерної кімнати та нової спеціальної вітальні, присвяченої Неду Гаркнессу. Крім того, в рамках реконструкції за рахунок державного гранту на даху встановили сонячні батареї для забезпечення будівлі електроенергією.

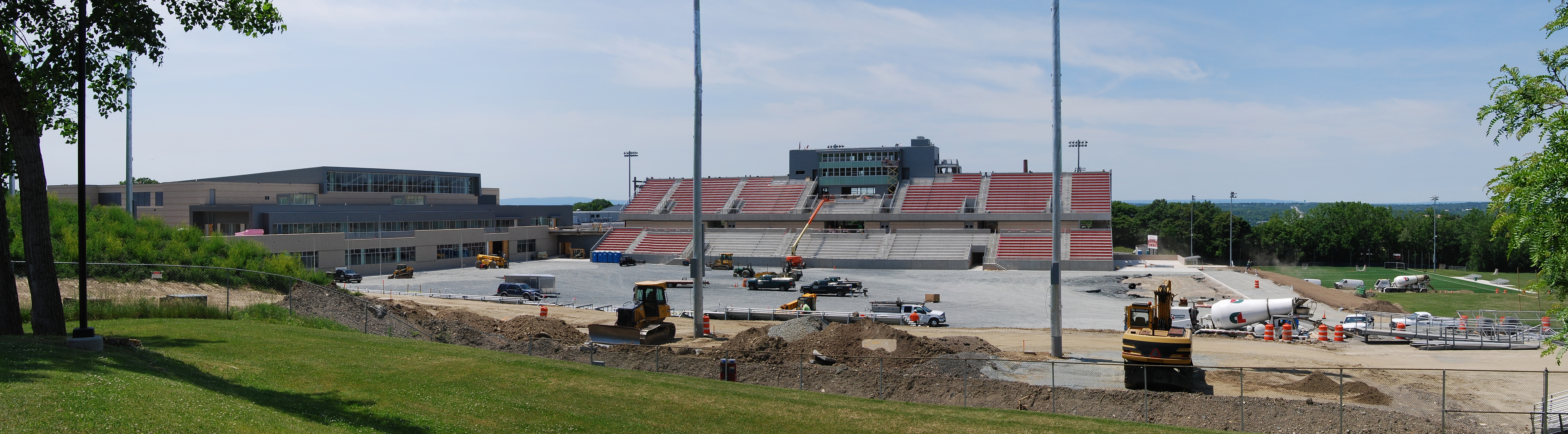
Спортивне містечко на стадії будівництва

У рамках Плану Ренсселера Інститут нещодавно завершив великий проект із покращення своїх спортивних об'єктів зведенням Спортивного містечка у Східному. План передбачав будівництво нового та значно більшого футбольного стадіону на 4842 місця, баскетбольної арени на 1200 місць, нового 50-метрового басейну, критого легкоатлетичного комплексу, нових тенісних кортів, нових тренажерних залів і нового центру спортивної медицини. Орієнтовна вартість проекту становить 78 мільйонів доларів для першої фази та 35–45 мільйонів доларів для другої фази.

## Студентське життя

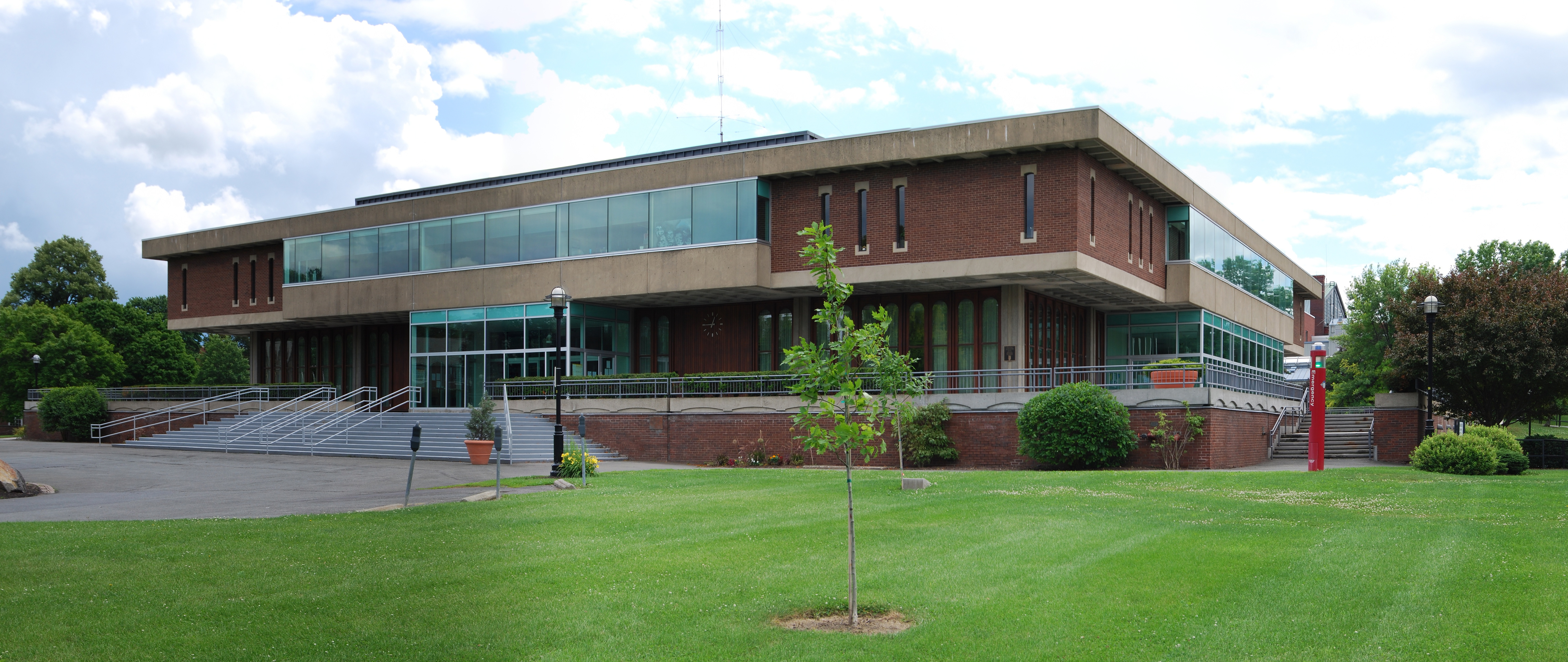
Студентська Спілка

Студенти Політехнічного інституту Ренсселера беруть участь у різноманітних клубах та організаціях, які фінансуються Студентською Спілкою. Близько 170 із цих організацій фінансуються Студентською Спілкою, а ще тридцять, які складаються переважно з політичних і релігійних організацій, є самоокупними. У 2006 році журнал Princeton Review поставив Політехнічний інститут Ренсселера на друге місце в рейтингу «позакласна діяльність на території студмістечка». Студентська Спілка інституту була останньою повністю керованим студентами спілкою в приватному університеті США до вересня 2017 року.
Phalanx — старше почесне товариство Політехнічного інституту Ренсселера. Воно було засноване у 1912 році для визнання тих студентів, які відзначилися серед своїх однолітків у сферах лідерства, служіння та відданості інституту. Це товариство найактивніших у студентській діяльності, яке з моменту заснування об'єднало понад 1500 членів.
Інститут має близько двадцяти внутрішньоуніверситетських спортивних організацій, багато з яких розбиті на різні дивізіони за рівнем ігор. У них беруть участь грецькі організації, а також незалежні спортсмени. Також в інституті практикується тридцять дев'ять клубних видів спорту.
Одними з найбільших груп у студмістечку є Лижний клуб та Клуб спорту на відкритому повітрі. Лижний клуб пропонує щотижневі поїздки до місцевих гірськолижних курортів протягом зимових місяців, тоді як Клуб спорту на відкритому повітрі пропонує щотижневі поїздки для різноманітних заходів.
Rensselaer Polytechnic — студентська щотижнева газета. Щотижня Poly друкувала близько 7000 примірників і розповсюджувала їх студмістечком до 2018 року, коли газета перейшла на розповсюдження лише в Інтернеті через проблеми з бюджетом. Poly не отримує субсидій від Студентської Спілки та отримує все фінансування через продаж реклами. Існує також популярний студентський журнал під назвою Statler & Waldorf, який виходить раз на семестр.
В інституті діє імпровізаційна комедійна група Sheer Idiocy, яка дає кілька шоу на семестр. Є також кілька музичних груп, починаючи від акапельних груп і до кількох інструментальних груп.
Іншою відомою організацією в студмістечку є WRPI - інститутська радіостанція. WRPI відрізняється від більшості студентських радіостанцій тим, що обслуговує територію радіусом 121 кілометрах радіусом включаючи територію великого Олбані.

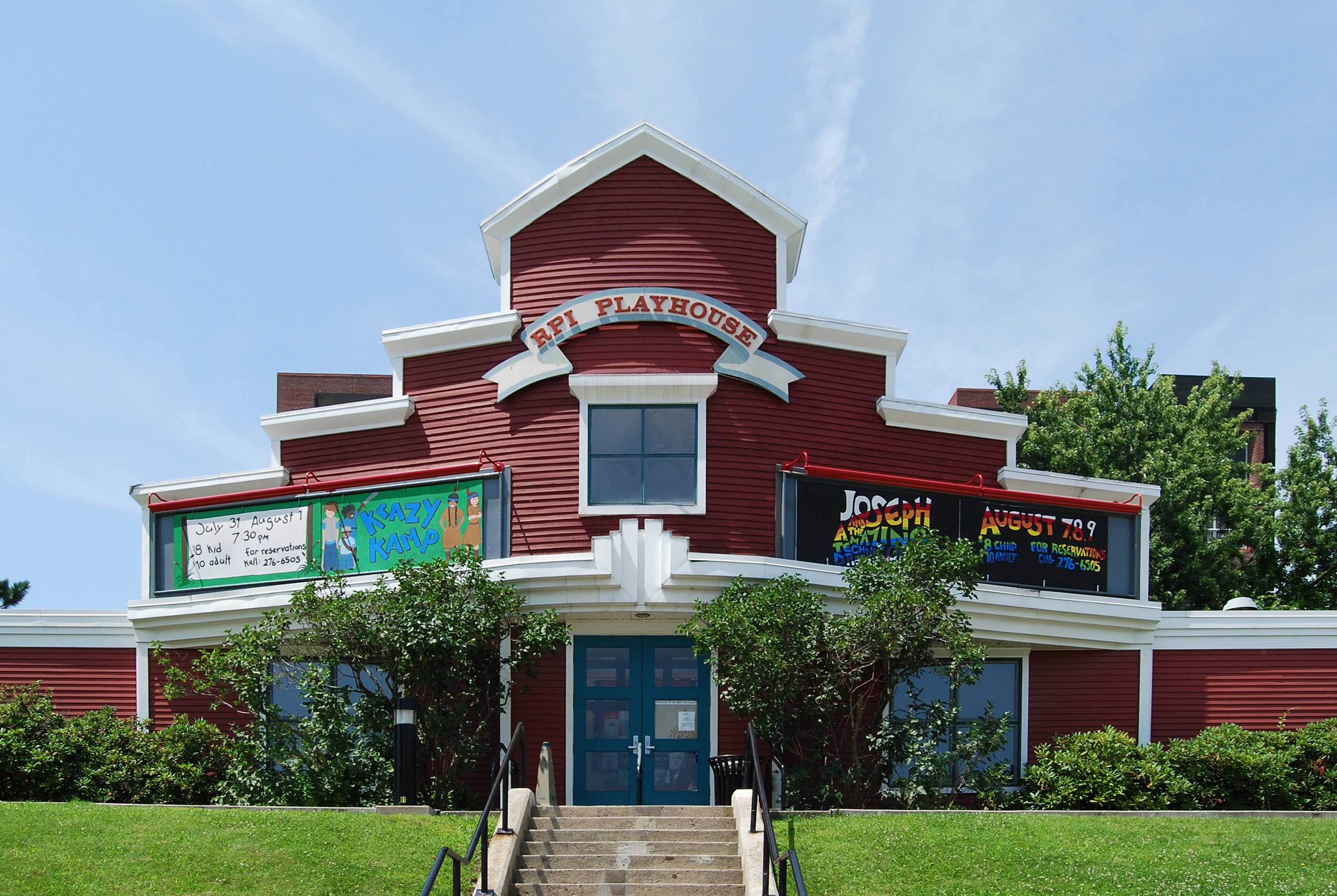
Ігровий дім Політехнічного інститут Ренсселера

RPI Players — це театральна група, яка була сформована в 1929 році. За свою історію група поставила понад 300 постановок.

### Перший рік досвіду та програми CLASS
Іншим визначним аспектом студентського життя в Політехнічному інституті Ренсселера є програма «Першорічний досвід». Першокурсники починають своє перебування в інституті з тижня під назвою «Орієнтування в Ренсселері та далі». Адміністрація першорічного досвіду пропонує кілька програм, які поширюються не лише на першокурсників, а й на всіх студентів. Сюди входять сімейні вихідні, дні громадських робіт, Центр інформації та персональної допомоги і Програма громадських борців. У 2006 році програма «Першорічний досвід» отримала золоту нагороду від Національна асоціація студентських кадрових служб у категорії «Управління зарахуванням, орієнтація, батьки, перший рік, інший рік тощо».

### NROTC
Інститутська програма NROTC — це програма підвищення кваліфікації військових офіцерів, яка проводиться з метою підготовки мічманів до ролі офіцерів у ВМС США та Корпусі морської піхоти США. У програмі беруть участь як студенти Політехнічного інституту Ренсселера, так і студенти Юніон-коледжу. Програма була офіційно розпочата у вересні 1941 року, лише за кілька місяців до вступу США в Другу світову війну. NROTC була частиною навчальної програми V-12, яка була спрямована на збільшення загальної кількості офіцерів під час Другої світової війни. Вона фокусувалась на підготовці військових офіцерів, які спеціалізуються в інженерії, медицині та іноземних мовах.
З 1926 року понад 75 військово-морських офіцерів отримали звання адмірала зі ступенем, здобутим в Політехнічному інституті Ренсселера. Крім Військово-морської академії США, це найбільша кількість адміралів, випущених з одного інституту. Зокрема, відомими випускниками програми NROTC є астронавт Ґреґорі Рейд Вайсмен та адмірал Льюїс Комбс. Комбс є засновником будівельного батальйону ВМС США, який зазвичай називають «Морськими бджолами», який відіграє вирішальну роль у створенні баз передового розгортання, а також у гуманітарних зусиллях з доставки прісної води до слаборозвинених громад.

### Релігійні клуби
Одним із релігійних клубів, які можна знайти в Політехнічному інституті Ренсселера, є RPI-Sage Hillel. Це єврейський клуб, який об'єднує Політехнічний інститут Ренсселера та Коледж Рассела Сейджа. Hillel club — це клуб, який є частиною значно більшої міжнародної організації під назвою Hillel International. Метою організації є «Збагачення життя єврейських студентів, щоб вони могли збагатити єврейський народ і світ», а її бачення полягає в «світі, де кожен студент надихається стати постійно відданим єврейському життю, навчанню та Ізраїлю». Hillel club збирається щоп'ятниці о 6:30 для богослужінь і проводить кілька інших заходів протягом тижня згідно з рішенням правління Hillel.
Іншим інститутським релігійним клубом є Cru - неконфесійний християнський клуб, який проводить богослужіння по п'ятницях з 19:00. Cru club є частиною набагато більшої організації, і в школах по всій країні існує багато таких програм. Компанія Cru була спочатку заснована в 1951 році євангелістами Біллом і Вонетт Брайтами у Фуллерській духовній семінарії. Її цінності — це віра, зростання і плідність. Cru організовує оздоровчі поїздки кілька разів на рік і має багато ресурсів, призначених для допомоги людям, які цікавляться християнською вірою.

## Історія жінок
Політехнічний інститут Ренсселера історично був інститутом, де домінували чоловіки. Першою жінкою, що подала заявку на вступ до закладу у 1873 році була Елізабет Брусвелл, однак вона не стала відвідувати заняття. Припускається, що оскільки вона була єдиною жінкою, що подала заявку на вступ, їй було б некомфортно бути єдиною студенткою у закладі. Протягом багатьох років після цього інститут продовжував зараховувати виключно чоловіків. Лише в 1942 році жінки отримали дозвіл на навчання в інституті.

### Перші жінки

#### Студенти
Першими зарахованими студентками у 1942 році стали Камілла (Трент) Клуетт (архітектура), Елізабет Інгліш (біологія), Хелен Кетчум (архітектура), Лоїс Грем (машинобудування) і Мері Еллен Ратбун (металургійна інженерія). Лоїс Грем і Мері Еллен Ратбун стали першими, хто закінчив навчання 22 квітня 1945 року. Крім того, Антуанетта А. Патті була першою жінкою, яка отримала ступінь магістра з хімії в лютому 1947 року. Першою жінкою, яка здобула докторський ступень в інституті у червні 1954 року, була Ріва Сервосс.

#### Викладачі
Міс Гейзел Бреннан була першою жінкою-помічником викладача хімії в 1918 році та офіційно стала першою жінкою викладачем. Наступного, 1919 року, Марі де П'єрпонт була прийнята на посаду викладача французької мови, а згодом була призначена професором, а в 1928 році була призначена завідувачем мовного кафедри. Вона була першою жінкою, яка обіймала повну професорську посаду в інституті та завершила свою роботу в 1932 році. Лише через 11 років (1943) на посаду викладача взяли іншу жінку. Герта Ленг, яка працювала на кафедрі фізики, отримала звання доцента в 1945 році, а в 1966 році стала професором, другою жінкою, яка повним професором Політехнічного інституту Ренсселера.

## Видатні випускники
За даними Асоціації випускників Політехнічного інституту Ренсселера, майже 100 000 випускників інституту проживають у США, а ще 4378 проживають за межами США. У 1995 році Асоціація випускників створила Зал слави випускників Політехнічного інституту Ренсселера. Серед видатних випускників інституту:
- Теодор Джуда — американський інженер-будівельник, центральна фігура в просуванні, створенні та проектуванні Першої трансконтинентальної залізниці
- Вашингтон Роблінґ — інженер Бруклінського мосту
- Джордж Ферріс — інженер, який спроектував і побудував оригінальне колесо огляду
- Лефферт Л. Бак — головний інженер Вільямсбурзького мосту в Нью-Йорку
- Аллен Б. Дюмон — творець першого комерційного телебачення та радара[137]
- Кіт Д. Мілліс — винахідник високоміцного чавуну[138]
- Тед Гофф — батько мікропроцесора[139]
- Рей Томлінсон — програміст, якому часто приписують винахід електронної пошти[140]
- Стівен Сассон — винахідник цифрової камери[141]
- Кертіс Прім — розробник першого графічного процесора для ПК і співзасновник компанії-виробника мікропроцессорів NVIDIA
- Джозеф Ґербер — інженер, який започаткував комп'ютерні автоматизовані виробничі системи для промисловості
- Джордж Лоу — керівник проекту «Аполлон-11»
- Джон Свайгерт — американський астронавт
- Річард Мастраккіо — американський інженер та астронавт
- Ґреґорі Рейд Вайсмен — американський астронавт
- Денніс Тіто — американський бізнесмен і космічний турист
- Чонсі Старр — інженер та експерт в ядерній енергії
- Артур Дж. Гаярса — федеральний суддя США
- Томас Фаррелл — генерал-майор, учасник Манхеттенського проекту
- Тоні Тетер — директор Агентства передових оборонних дослідницьких проєктів США
- Джон Олвер — член Палати представників США
- Джон Баррассо — сенатор США від Вайомінгу
- Джордж Р. Денніс — сенатор США від Меріленда
- Гані Аль-Мулкі — прем'єр-міністр Йорданії
- Адам Оутс — член Залу хокейної слави НХЛ і п'ятикратний володар Кубка НХЛ
- Майк Макфі — володар Кубка Стенлі та колишня зірка НХЛ
- Ніл Літтл — дворазовий володар Кубка Колдера
- Жое Жуно — гравець НХЛ
- Дарен Пуппа — колишня зірка НХЛ
- Айвар Джайєвер — лауреат Нобелівської премії з фізики 1973 року[142]
- Розалін Скотт — перша афроамериканка, яка стала торакальним хірургом
- Джон Голл — директор Linux International
- Майлз Бренд — президент Національної асоціації студентського спорту
- Лоїс Грем — перша жінка, яка отримала ступінь інженера в Політехнічному інституті Ренсселера, і стала першою жінкою в США, яка отримала ступінь доктора інженерії
- Джеймс Феллон — американський нейробіолог, піонер в галузі стовбурових клітин для дорослих
- Майкл Д. Вест — геронтолог і дослідник стовбурових клітин
- Боббі Фарреллі — режисер
- Мет Патріша — колишній головний тренер команди з американського футболу «Детройт Лайонс»
- Прем Джайн — індійський інженер, відомий як батько зелених будівель в Індії
- Кіт Раньєр — американський злочинець і засновник NXIVM — багаторівневої маркетингової компанії[143]